# 8. August
Der 8. August ist der 220. Tag des gregorianischen Kalenders (der 221. in Schaltjahren), somit bleiben 145 Tage bis zum Jahresende.

## Ereignisse

### Politik und Weltgeschehen
- 0117: Der römische Kaiser Trajan, unter dessen Herrschaft das Römische Reich seine größte Ausdehnung erreicht, stirbt. Trajans Tod wird von seiner Gattin Plotina jedoch bis zum 11. August verheimlicht.

870: Vertrag von Meerssen

- 0870: Lotharingien, der nördliche Teil des Herrschaftsgebiets von Lothar II., der genau ein Jahr zuvor gestorben ist, wird im Vertrag von Meerssen zwischen dem Ost- und dem Westfrankenreich aufgeteilt.
- 1363: Die Weigerung der Kreter, einen jährlichen Extrazoll zur Reinigung des Hafens und der Ausbesserung der Dämme in der Hauptstadt Candia zu bezahlen, ruft die Republik Venedig zur Unterdrückung der Rebellion in diesem kolonialen Besitztum auf den Plan. Der Aufstand der venezianischen Siedler auf Kreta wird nach monatelanger Dauer im Jahr 1366 durch Söldnereinsatz beendet.
- 1570: Im Frieden von Saint-Germain erhalten die Hugenotten vom französischen König Karl IX. vier befestigte Städte, in denen sie ihre Religion ungehindert ausüben können.
- 1588: Die englische Flotte schlägt in der Seeschlacht von Gravelines die Spanische Armada und beendet damit die spanische Seeherrschaft.
- 1647: Die Armee der irischen Konföderation erleidet in der Schlacht am Dungan’s Hill eine verheerende Niederlage gegen die Truppen des englischen Parlaments.
- 1741: Mit der schwedischen Kriegserklärung an Russland beginnt der sogenannte Krieg der Hüte.
- 1793: Französische Revolution: Der französische Nationalkonvent verbietet alle königlichen Akademien zur Förderung der Künste.
- 1815: Napoleon Bonaparte besteigt mit seinen Begleitern das Schiff, das sie zum Verbannungsort St. Helena bringen wird.
- 1832: Die griechische Nationalversammlung in Nafplio wählt den Wittelsbacher Otto I. zum König von Griechenland.

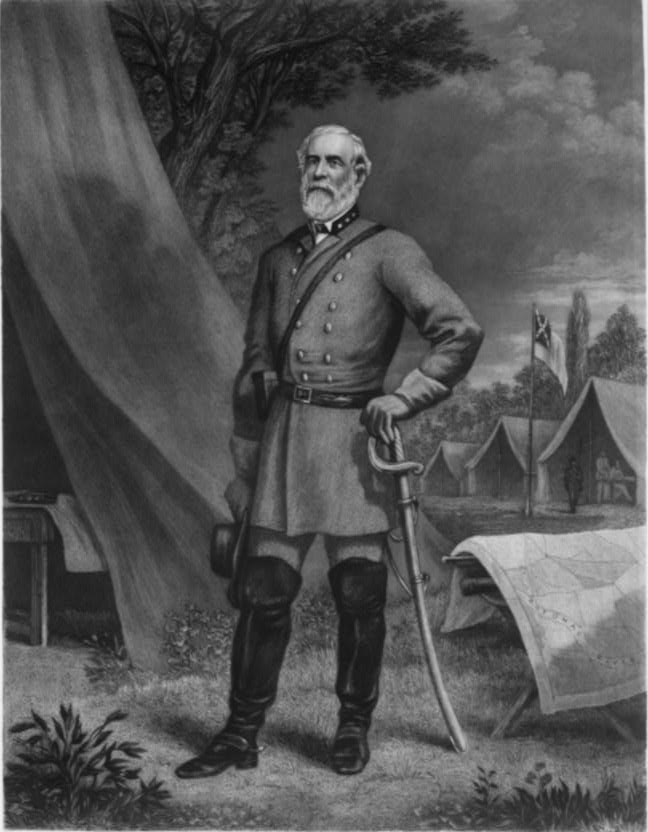
1863: Robert E. Lee

- 1863: Nach der Niederlage in der Schlacht von Gettysburg sendet der Südstaaten-General Robert Edward Lee ein Rücktrittsgesuch an Präsident Jefferson Davis, das dieser jedoch umgehend ablehnt.
- 1869: Auf Betreiben von August Bebel und Wilhelm Liebknecht wird in Eisenach die Sozialdemokratische Arbeiterpartei (SDAP) gegründet.
- 1918: Am „Schwarzen Tag des deutschen Heeres“ gelingt es den Alliierten in der Panzerschlacht von Amiens, die deutsche Frontlinie zu durchbrechen.
- 1919: Mit dem Frieden von Rawalpindi endet der Dritte Anglo-Afghanische Krieg. Afghanistan wird von Großbritannien als freier und unabhängiger Staat anerkannt.
- 1935: Das deutsche Reichsinnenministerium löst alle Freimaurerlogen auf und zieht deren Vermögen ein.
- 1941: Die Kesselschlacht bei Uman während des Russlandfeldzugs im Zweiten Weltkrieg endet mit der Kapitulation der eingeschlossenen sowjetischen Divisionen. Jedoch können zehntausende Soldaten der Roten Armee unter Zurücklassung des schweren Kriegsgeräts entkommen.

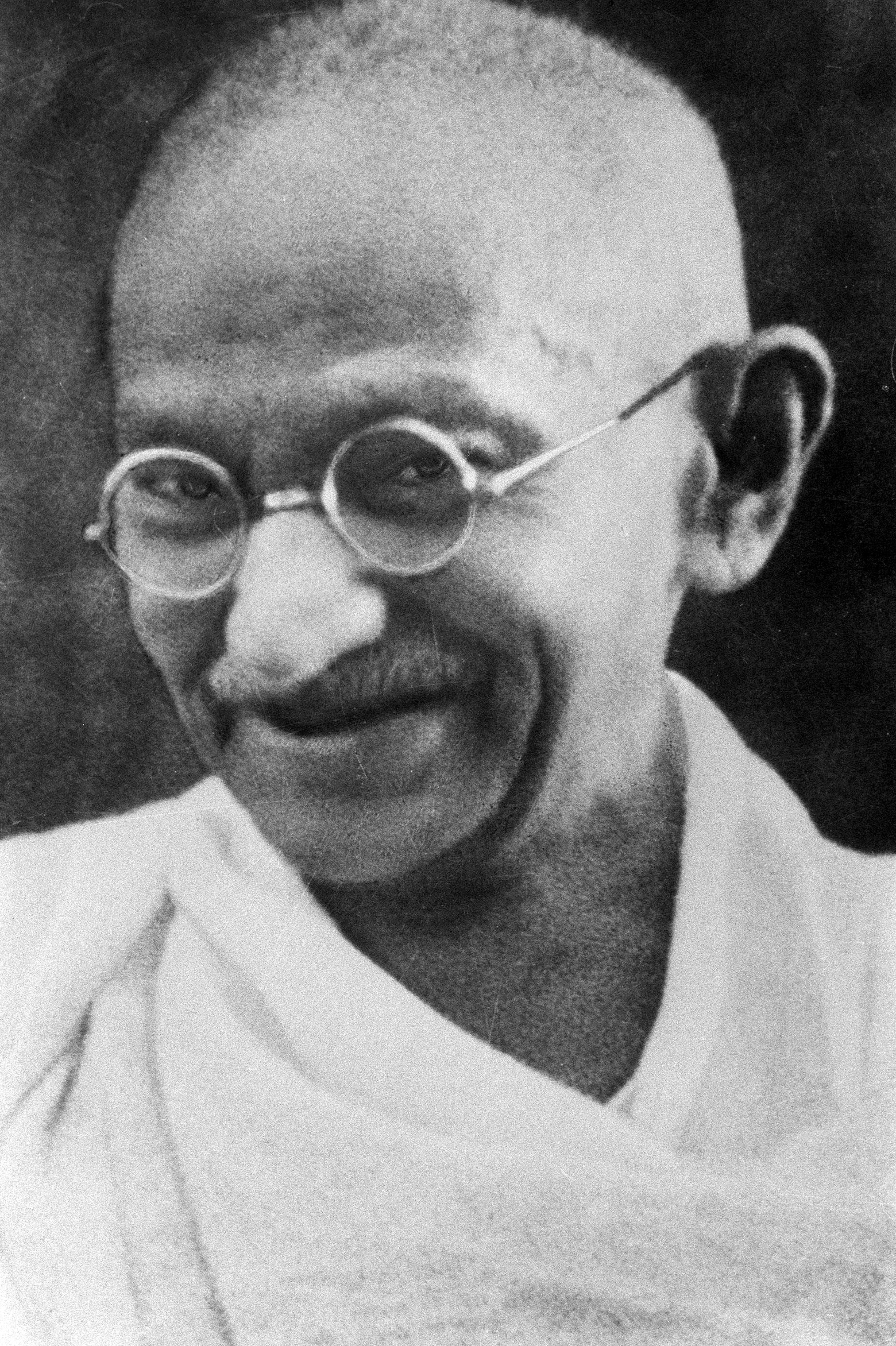
1942: Gandhi

- 1942: Gandhi hält in Bombay eine Rede, in der er die britischen Kolonialherren zum Verlassen Indiens auffordert. Dies wird zum Auslöser der Quit India-Bewegung.
- 1942: Sechs Teilnehmer am deutschen Kommandounternehmen Pastorius zur Verübung von Sabotageakten in den USA werden von einem amerikanischen Militärgericht zum Tode verurteilt und kurz darauf hingerichtet. Zwei weitere Beteiligte erhalten hohe Haftstrafen.
- 1945: Zweiter Weltkrieg: Die Sowjetunion erklärt dem Kaiserreich Japan den Krieg und beginnt einen Tag danach den Sowjetisch-Japanischen Krieg. Die Sowjetische Invasion der Mandschurei führt zum Untergang des japanischen Marionettenstaates Mandschukuo.
- 1945: Mit dem Londoner Statut einigen sich die Alliierten auf die Grundlagen des Prozesses gegen die Hauptkriegsverbrecher.
- 1949: Das bereits seit 1910 formal unabhängige Bhutan, dessen Außenpolitik allerdings immer noch von Großbritannien wahrgenommen wird, schließt einen Freundschaftsvertrag mit Indien, wonach Indien die außenpolitischen Agenden des Nachbarlandes übernimmt.
- 1963: Beim „Großen Postzugraub“ überfallen Bruce Reynolds, Ronald Biggs und mindestens weitere 13 Männer einen Postzug von Glasgow nach London und rauben 2,63 Mio. GBP (entspricht heute ungefähr 50 Millionen Euro).
- 1967: Thailand, Indonesien, Malaysia, Singapur und die Philippinen gründen die ASEAN. Der Zusammenschluss südostasiatischer Staaten soll wirtschaftlichen Aufschwung, sozialen Fortschritt und politische Stabilität in der Region befördern.

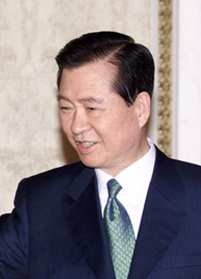
1973: Kim Dae-jung

- 1973: Der südkoreanische Geheimdienst entführt den nach Tokio ins Exil ausgewichenen Oppositionspolitiker Kim Dae-jung in seine Heimat, wo er einige Tage später unter Hausarrest gestellt wird.
- 1983: In Guatemala wird der Präsident Efraín Ríos Montt bei einem Putsch des Militärs wegen Unzurechnungsfähigkeit abgesetzt. Sein Amt übernimmt der bisherige Verteidigungsminister Óscar Humberto Mejía Víctores.
- 1988: In Birma kommt es bei dem von Studenten initiierten 8888 Uprising zur Forderung nach Demokratie. Das Militär warnt, dass auf Demonstranten geschossen werde. Die Unruhen halten gleichwohl bis zu ihrer Niederschlagung am 18. September an.
- 1990: Der Irak annektiert das Staatsgebiet von Kuwait. Im späteren Golfkrieg wird das Emirat durch internationale Streitkräfte unter der Führung der USA befreit.
- 1991: Die Leichen Schapur Bachtiars, des früheren iranischen Ministerpräsidenten, und seines Sekretärs werden gefunden, nachdem beide am 6. August 1991 mit weiteren Oppositionellen im französischen Exil von Mitarbeitern des iranischen Geheimdienstes ermordet wurden.
- 1991: Der Frachter Vlora erreicht mit über 10.000 albanischen Flüchtlingen an Bord die italienische Hafenstadt Bari.

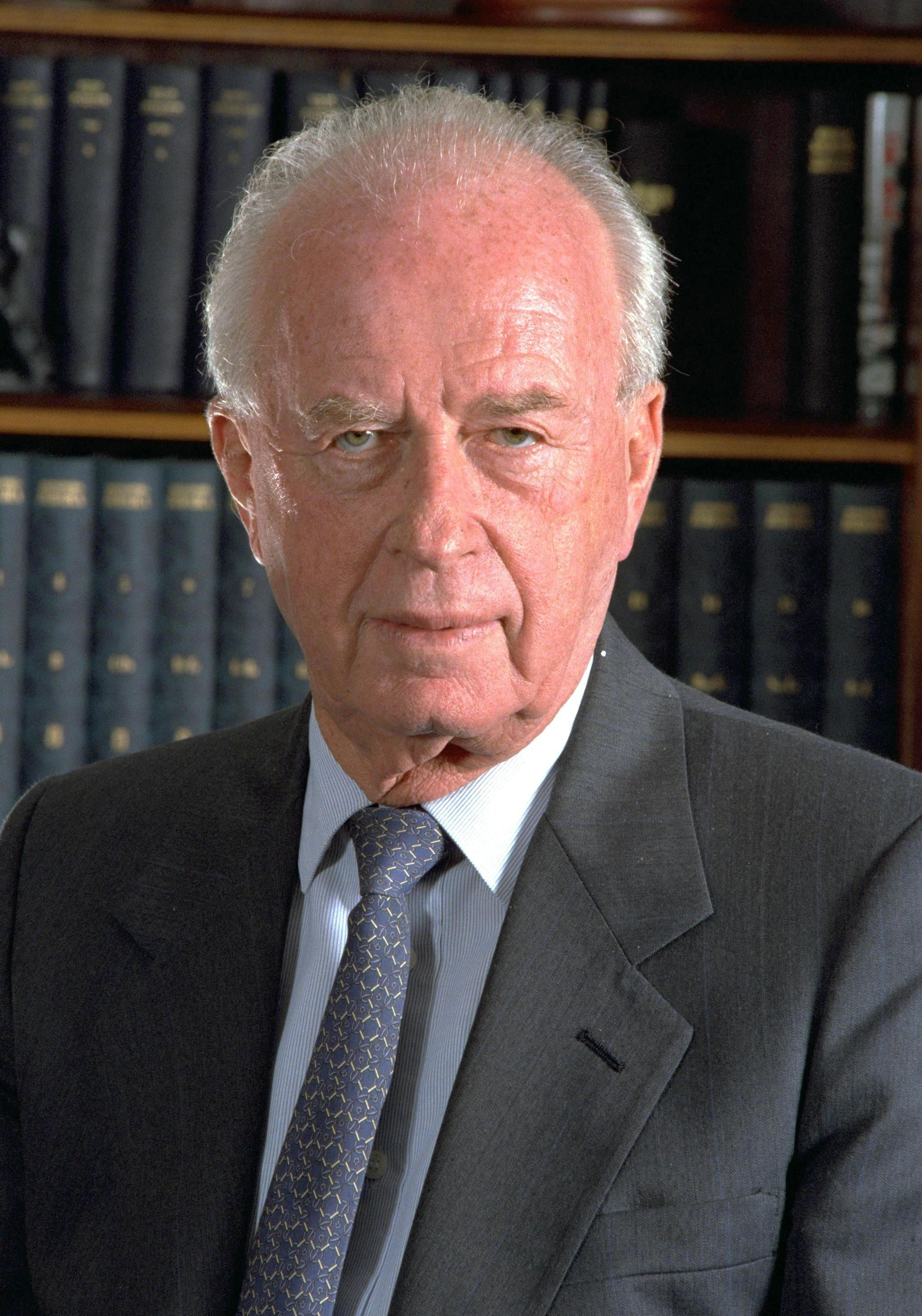
1994: Jitzchak Rabin

- 1994: Israels Ministerpräsident Jitzchak Rabin besucht erstmals Jordanien.
- 1998: In Afghanistan nehmen die Taliban mit der Großstadt Masar-e Scharif die letzte große Bastion der Nordallianz ein.
- 2003: René Harris wird nach einem Misstrauensvotum gegen Ludwig Scotty Staatspräsident, Regierungschef und Außenminister in einer Person in Nauru.
- 2006: Das Urteil gegen das Justizopfer Gustl Mollath fällt und weist ihn in die geschlossene Psychiatrie ein.
- 2008: Mit dem Eingreifen Russlands nach dem Einmarsch georgischer Truppen in Südossetien beginnt der Kaukasuskrieg.

### Wirtschaft
- 1653: Die Pariser Stadtpost, eingerichtet von Jean-Jacques Renouard de Villayer, gibt im Voraus zu bezahlende Papierstreifen als Portonachweis aus.
- 1703: Die Wiener Zeitung, gegründet als Wiennerisches Diarium, erscheint mit ihrer ersten Ausgabe. Bis zu ihrer Einstellung im Jahr 2023 galt sie als die älteste noch erscheinende Zeitung der Welt.
- 1924: Die erste elektrische Berliner S-Bahn fährt.

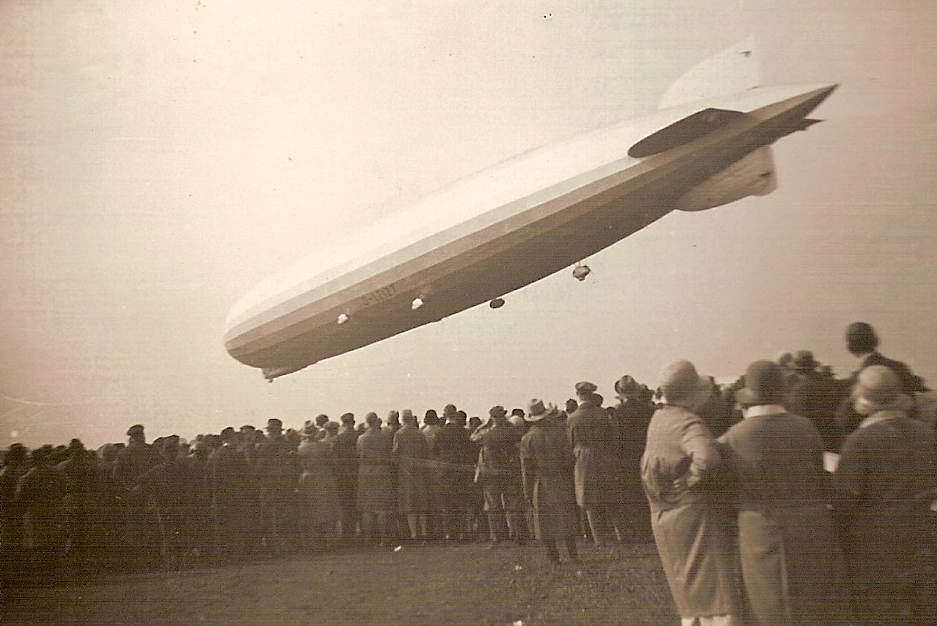
1929: Graf Zeppelin

- 1929: Das deutsche Luftschiff Graf Zeppelin beginnt seine Weltumrundung.
- 1945: Die französische Militärregierung genehmigt das Badener Tagblatt in Baden-Baden als erste Lizenzzeitung.
- 1962: Die Deutschen Gebhard Weigele und Johann Sulzberger melden das erste Patent über eine Waschanlage für Kraftfahrzeuge an. Zwei Bürsten umfahren in diesem System das in einer Waschhalle stehende Auto.
- 1969: Die Genossenschaft Deutscher Brunnen beschließt die Einführung einer neuen Mehrwegflasche für Mineralwasser, die vom Industriedesigner Günter Kupetz entworfene sogenannte Normbrunnenflasche.

### Wissenschaft und Technik
- 1576: Der dänische Astronom Tycho Brahe notiert die Grundsteinlegung seines Observatoriums Uraniborg auf der Insel Ven.
- 1709: Einen Vorläufer des Heißluftballons stellt der brasilianische Jesuitenpater Bartolomeu de Gusmão vor.
- 1769: Charles Messier entdeckt Komet 1769 Messier.
- 1858: Der Zoologische Garten Frankfurt am Main wird eröffnet.

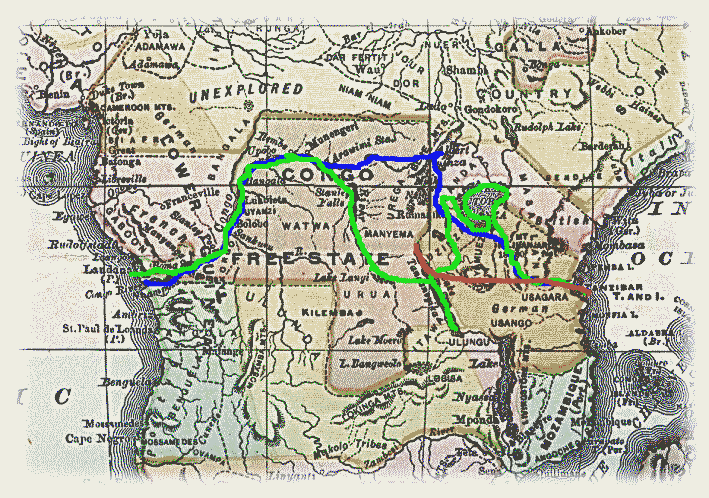
1877: Stanleys zweite Expedition (grün)

- 1877: Henry Morton Stanley und eine Schar Begleiter treffen, dem Hungertod nahe, in Boma an der Kongomündung ein. Damit endet die letzte Etappe der insgesamt drei Jahre dauernden zweiten Afrikaexpedition Stanleys. Der Afrikaforscher hat von Nyangwa aus in knapp neun Monaten den Kongofluss in seinem Verlauf mit anfangs 18 Kanus stromabwärts erkundet.
- 1884: George Eastman und sein Assistent William Walker melden den Stripping-Film, einen papierenen Rollfilm, zum Patent an.
- 1900: David Hilbert stellt dem Internationalen Mathematikerkongress in Paris eine Liste von 23 ungelösten mathematischen Probleme vor. Diese Hilbertschen Probleme haben großen Einfluss auf die Entwicklung der Mathematik im 20. Jahrhundert.
- 1914: Die Endurance-Expedition, die letzte große Expedition des sogenannten Goldenen Zeitalters der Antarktis-Forschung verlässt Plymouth unter der Leitung von Ernest Shackleton in Richtung Buenos Aires.

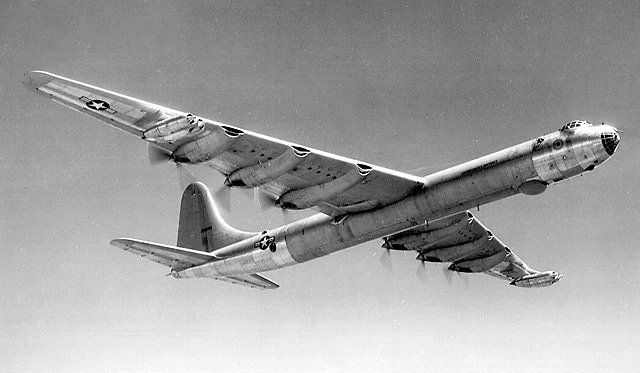
1946: Convair B-36 Peacemaker

- 1946: Der US-amerikanische Langstreckenbomber Convair B-36 Peacemaker absolviert in Fort Worth seinen Erstflug.
- 1989: Der Esa-Satellit Hipparcos wird gestartet.

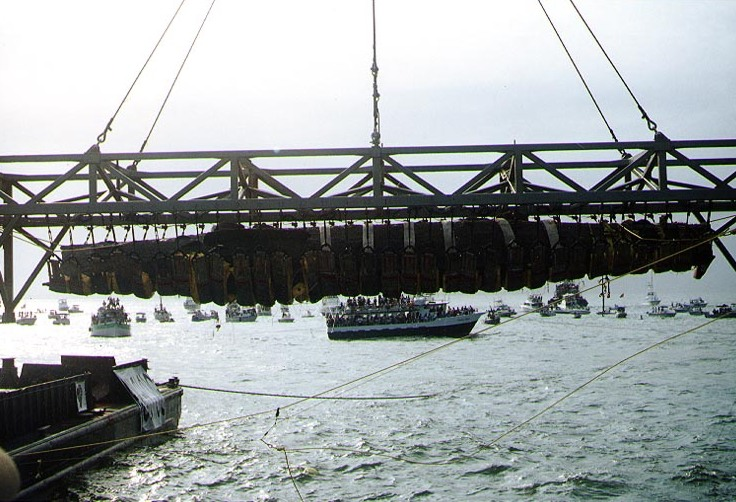
2000: Bergung der CSS Hunley

- 2000: Das Wrack des 1864 untergegangenen konföderierten U-Boots H. L. Hunley wird vor Charleston geborgen.
- 2009: Archäologen der Universität Tübingen finden im westsyrischen Qatna eine von Räubern verschonte 3500 Jahre alte Grabkammer aus der Bronzezeit.

### Kultur
- 1828: Die Uraufführung der Oper Gabriella di Vergy von Saverio Mercadante findet am Teatro Nacional de São Carlos in Lissabon statt.
- 1840: Die Oper Bátori Mária von Ferenc Erkel wird in Budapest uraufgeführt.
- 1856: Die Uraufführung der Operette Deux Vieilles Gardes von Léo Delibes findet am Théâtre des Bouffes-Parisiens in Paris statt.

1942: Bambi-Logo

- 1942: Walt Disneys fünfter abendfüllender Trickfilm Bambi, dessen Produktion fast fünf Jahre gedauert hat, hat Weltpremiere in London. Die US-Premiere folgt erst am 13. August in New York.
- 1969: Die Beatles nehmen an diesem Tag die Bilder für ihr berühmtes und später in der Musik und Kunstszene oft nachgestelltes Albumcover zu ihrem letzten gemeinsamen Studioalbum „Abbey Road“ auf. Ort der historischen Session ist der daraufhin weltbekannt gewordene, seitdem oft von Fans aus aller Welt besuchte Zebrastreifen auf der vor dem Gebäude verlaufenden Straße, direkt vor dem gleichnamigen, dem Album titelgebenden Tonstudio in St. John’s Wood, London.
- 1996: Der US-amerikanische Actionfilm Mission: Impossible startet in den deutschen Kinos. Er bildet den Auftakt zu einer 8-teiligen Filmreihe.

### Gesellschaft
- 1892: Der „Deutsche Hauptverein des Blauen Kreuzes“ wird gegründet. Er ist Teil der Abstinenzbewegung.
- 2014: WHO-Generaldirektorin Margaret Chan erklärt die Ebolafieber-Epidemie in Westafrika zum Internationalen Gesundheitsnotstand.

### Religion
- 1499: Papst Alexander VI. ernennt seine Tochter Lucrezia Borgia zur Herrscherin in Spoleto, Foligno und deren Umgebung im Gebiet des Kirchenstaates.

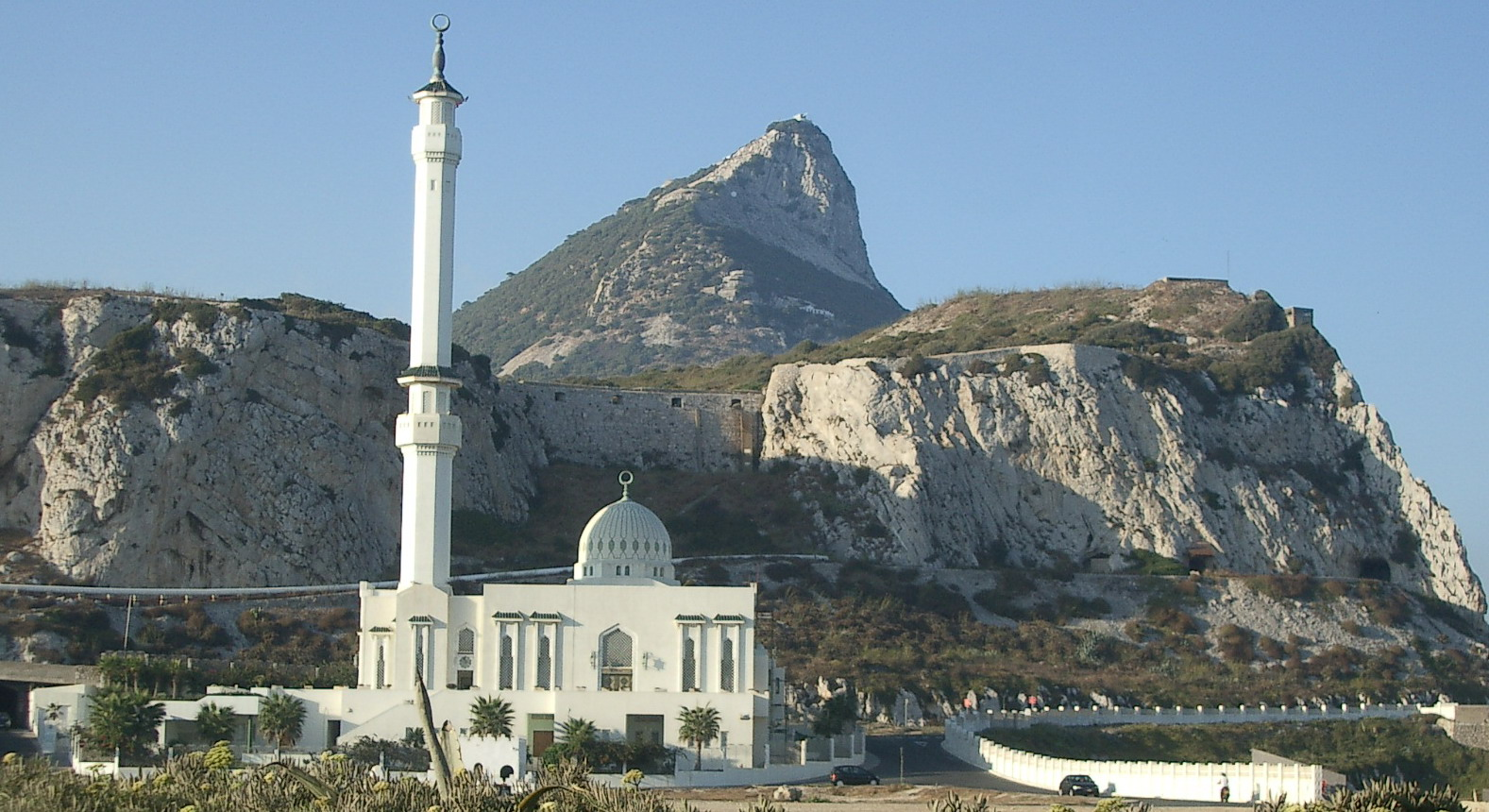
1997: Ibrahim-al-Ibrahim-Moschee

- 1600: In der Paulustorvorstadt von Graz werden nach der Ausweisung der Protestanten als Schlusspunkt 10.000 protestantische Bücher und Schriften verbrannt. Zwei Tage später legt der päpstliche Nuntius an dieser Stelle den Grundstein zur Antoniuskirche.
- 1956: In Frankfurt am Main wird der unter dem Motto „Lasset Euch versöhnen mit Gott“ (2. Kor. 5,20 LUT) stehende 7. Deutsche Evangelische Kirchentag eröffnet.
- 1997: In Gibraltar wird die Ibrahim-al-Ibrahim-Moschee eingeweiht. Die südlichste Moschee in Europa ist ein Geschenk des saudi-arabischen Königs Fahd ibn Abd al-Aziz.

### Katastrophen
- 1956: In der Kohlenmine Bois du Cazier ereignet sich nach einem Kurzschluss das schwerste Bergwerksunglück Belgiens. 262 Bergleute aus verschiedenen Nationen, darunter 136 Italiener, sterben.

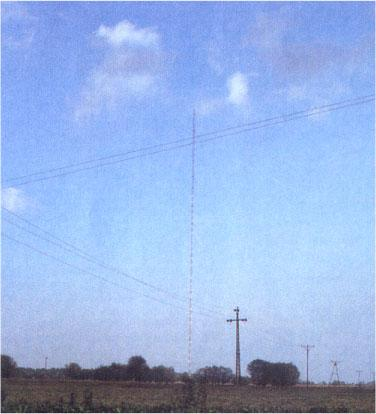
1991: Der Warschauer Sendemast

- 1975: In der Volksrepublik China brechen 62 Staudämme, einschließlich des Banqiao-Staudammes. 231.000 Menschen sterben. Es handelt sich um die schwerste Talsperren-Katastrophe der Geschichte.
- 1975: Ausbruch des Brandes in der Lüneburger Heide. Er wird in den nächsten Tagen über 8.000 Hektar Wald und einige Gebäude vernichten sowie 7 Menschen das Leben kosten.
- 1991: Um 18:00 Uhr MESZ stürzt das bis dahin höchste Bauwerk, der 648 Meter hohe Sendemast Radio Warschau des Langwellensenders in Konstantynów beim Austausch der Pardunen in der obersten Abspannebene ein.
- 2009: Der Taifun Morakot erreicht die Insel Taiwan und kostet dort über 100 Menschen das Leben, nachdem er in den Tagen zuvor bereits Tote und schwere Zerstörungen in Japan und auf den Philippinen verursacht hat.

Kleinere Unglücksfälle sind in den Unterartikeln von Katastrophe und in der Liste von Katastrophen aufgeführt.

### Natur und Umwelt
- 2013: Während einer Hitzewelle wird in Bad Deutsch-Altenburg mit 40,5 Grad Celsius erstmals seit Beginn der Wetteraufzeichnungen in Österreich die 40-Grad-Marke überschritten.

### Sport
- 1786: Jacques Balmat und Michel-Gabriel Paccard stehen als erste Bergsteiger auf dem Gipfel des Mont Blanc, des höchsten Berges der Alpen.

Logo der Olympischen Spiele 2008

- 1842: Das 4042 Meter hohe Lauteraarhorn wird von einer sechsköpfigen Bergsteigergruppe erstmals bestiegen.
- 1907: In Augsburg wird der FC Alemannia Augsburg gegründet, aus dem der Bundesligist FC Augsburg hervorging.
- 2008: Der chinesische Staatspräsident Hu Jintao eröffnet in Peking die XXIX. Olympischen Sommerspiele. Der ehemalige Turner Li Ning entzündet das olympische Feuer, die Tischtennisspielerin Zhang Yining und der Kampfrichter Huang Liping sprechen den olympischen Eid. Mehr als 11.000 Sportler und Sportlerinnen nehmen an den Wettbewerben teil, die bis zum 24. August dauern werden.

Einträge von Leichtathletik-Weltrekorden befinden sich unter der jeweiligen Disziplin unter Leichtathletik.

## Geboren

### Vor dem 18. Jahrhundert
- 0422: Casper II., Herrscher der Maya-Stadt Palenque
- 1079: Horikawa, 73. Kaiser von Japan
- 1306: Rudolf II., Pfalzgraf bei Rhein
- 1518: Conrad Lycosthenes, deutscher Humanist und Enzyklopädist
- 1558: George Clifford, 3. Earl of Cumberland, englischer Marinekommandant und Höfling

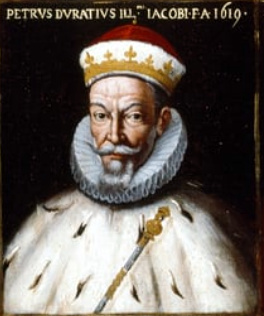
Pietro Durazzo (* 1560)

- 1560: Pietro Durazzo, Doge der Republik Genua
- 1578: Matteo Rosselli, italienischer Maler
- 1580: Salomon Hirzel, Zürcher Politiker, Bürgermeister und Diplomat
- 1582: Albrecht Günther, Graf von Schwarzburg-Rudolstadt
- 1606: Achatius von Quitzow, deutsches Mitglied der Fruchtbringenden Gesellschaft
- 1607: Georg Wiegner, deutscher Jurist und Bürgermeister von Dresden
- 1619: Francesco Maria Farnese, Kardinal und Regent des Herzogtums Parma
- 1624: Sten Nilsson Bielke, schwedischer Staatsmann

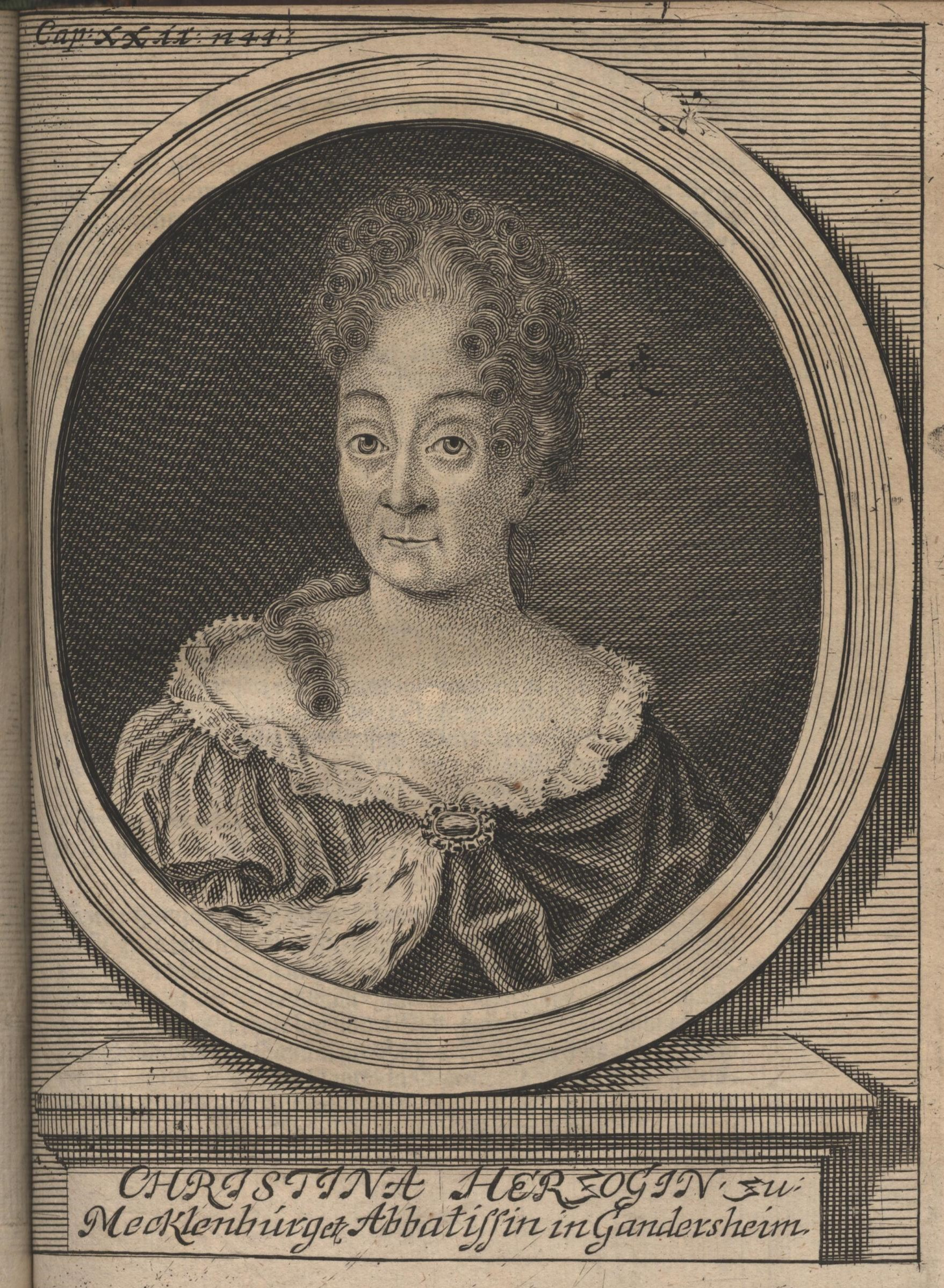
Christina zu Mecklenburg (* 1639)

- 1639: Christina zu Mecklenburg, Äbtissin des Stiftes Gandersheim
- 1644: Friedrich Christian von Plettenberg, Fürstbischof von Münster
- 1646: Godfrey Kneller, deutscher Porträtmaler und Hofkünstler Hofmaler mehrerer britischer Monarchen
- 1646: Eleonore Charlotte von Sachsen-Lauenburg, Herzogin von Schleswig-Holstein-Sonderburg
- 1656: Ferdinando Galli da Bibiena, italienischer Szenograph, Architekt und Dekorationsmaler
- 1661: Matthias Johann von der Schulenburg, Reichsgraf, Erbherr auf Emden und Feldmarschall
- 1677: Johann August, Fürst von Anhalt-Zerbst
- 1687: Johann Henrich von Seelen, deutscher lutherischer Theologe und Pädagoge
- 1689: Wenzel Lorenz Reiner, böhmischer Maler und Freskant des Barock
- 1693: Laurent Belissen, französischer Komponist des Spätbarock
- 1694: Francis Hutcheson, irischer Philosoph und Ökonom
- 1698: Moritz Wilhelm von der Asseburg, preußischer Generalmajor

### 18. Jahrhundert
- 1702: Joseph Ignaz Schilling, deutscher Maler

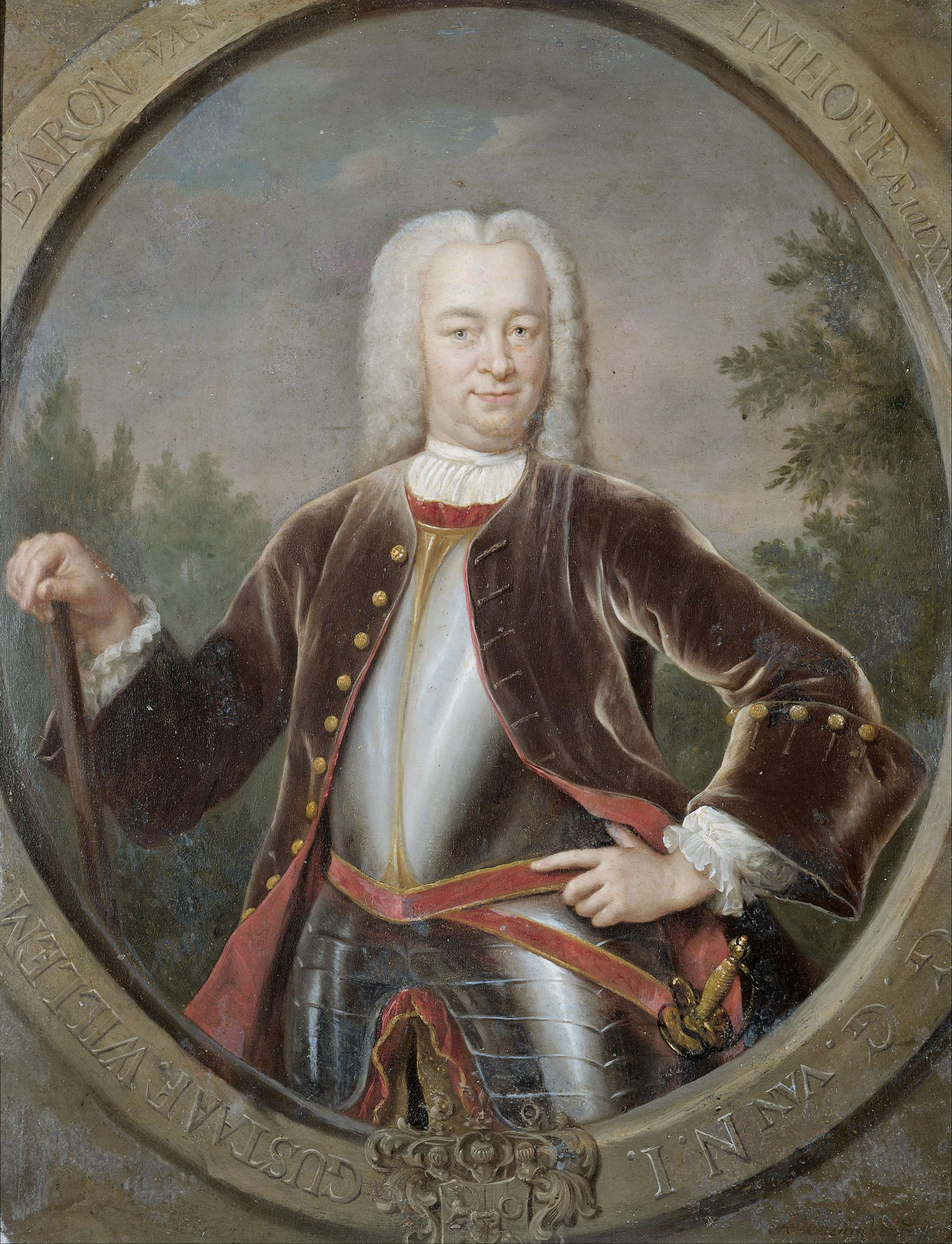
Gustaaf Willem van Imhoff (* 1705)

- 1705: Gustaaf Willem van Imhoff, venezianischer Gelehrter, Dichter und Librettist
- 1709: Ernst Ludwig II., Herzog von Sachsen-Meiningen
- 1709: Tokugawa Ietsugu, japanischer Shogun
- 1709: Heřman Antonín Jelínek, tschechischer Komponist und Violinvirtuose
- 1716: Joachim Ludwig Heydert, königlicher Hofgärtner in Potsdam
- 1717: Gottlieb Wernsdorf I., deutscher Pädagoge, Rhetoriker und Autor
- 1721: Ernst August Schulze, deutscher reformierter Theologe
- 1731: Johann Ludwig Spörl, deutscher evangelischer Theologe

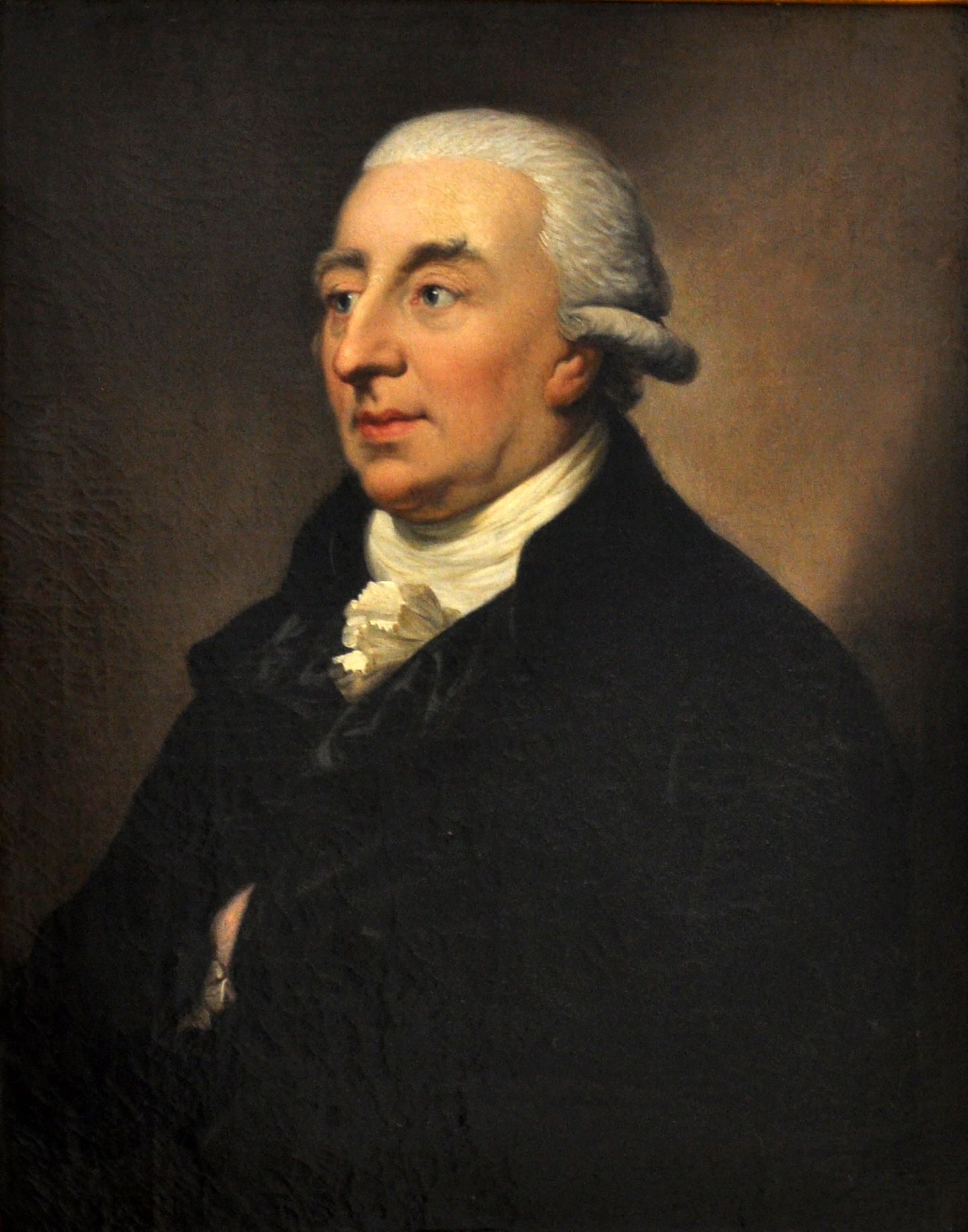
Johann Christoph Adelung (* 1732)

- 1732: Johann Christoph Adelung, deutscher Bibliothekar und Sprachforscher
- 1734: Friedrich August, Fürst von Anhalt-Zerbst
- 1736: Johann Georg Scheffner, deutscher Jurist, Schriftsteller und Freimaurer
- 1736: Johann Gottlob Thierbach, deutscher Pädagoge
- 1748: Johann Friedrich Gmelin, deutscher Botaniker, Zoologe und Chemiker
- 1754: Hipólito Ruiz López, spanischer Botaniker
- 1754: Luigi Marchesi, italienischer Opernsänger und Kastrat
- 1755: Franz Christian Löflund, Buchhändler und Verleger
- 1758: Friedrich Georg Weitsch, deutscher Maler und Radierer
- 1762: Giovanni Battista Monteggia, italienischer Chirurg
- 1763: Charles Bulfinch, US-amerikanischer Architekt
- 1767: John Fabyan Parrott, US-amerikanischer Politiker
- 1767: Friedrich Christian Gottlieb Perlet, deutscher Pädagoge und Philologe
- 1768: Elisabeth Eleonore Bernhardi, deutsche Schriftstellerin und Frauenrechtlerin
- 1770: Charles Marie Auguste de Beaumont d’Autichamp, französischer General
- 1771: Heinrich Karl Eichstädt, deutscher Altphilologe
- 1771: Ernst Konstantin, paragierter Landgraf von Hessen-Philippsthal
- 1772: Wilhelm August Lampadius, deutscher Hüttenchemiker
- 1772: Franz Paul Scholz, deutscher Geistlicher, Naturwissenschaftler und Forschungsreisender
- 1791: Carl Weichselbaumer, deutscher Schriftsteller
- 1794: Alois Fuchs, römisch-katholischer Priester
- 1795: Ernst Gottschald, deutscher Verwaltungsjurist
- 1797: Joseph Nicolas Robert-Fleury, französischer Maler

### 19. Jahrhundert

#### 1801–1850
- 1801: William Hayward Wakefield englischer Oberstleutnant und Expeditionsleiter
- 1801: Anton Karl Welter, deutscher Jurist und Politiker
- 1802: Johann Jacob Helfft, deutscher Architekt und preußischer Baubeamter
- 1804: August Gladisch, deutscher Historiker, Philologe, Lehrer und Gymnasialdirektor
- 1804: Julius Kummer, preußischer Verwaltungsjurist

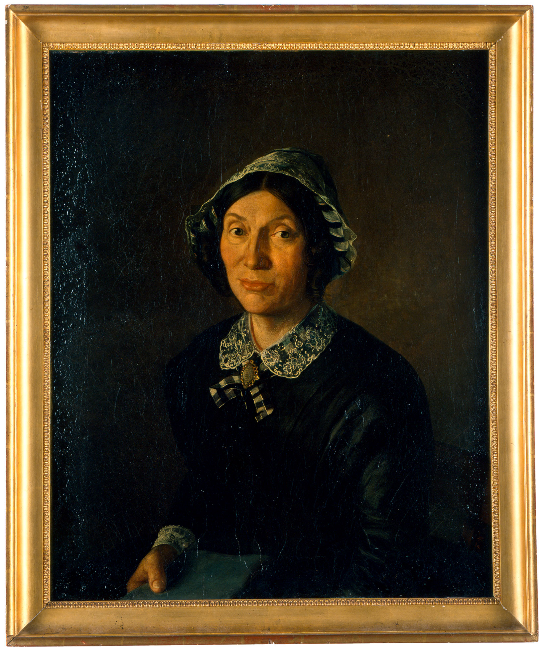
Henriette Bitzius-Zeender (* 1805)

- 1805: Henriette Bitzius-Zeender, Schweizer Pfarrersfrau und Lektorin
- 1805: Henry Craik, schottischer Hebraist und Prediger
- 1805: Friedrich von Eynern, deutscher Kaufmann und Politiker
- 1805: Friedrich Wasmann, deutscher Maler des Biedermeier
- 1807: Emilie Flygare-Carlén, schwedische Schriftstellerin
- 1808: Gustav von Ziegler, preußischer Generalmajor und deutscher Freimaurer
- 1809: Franz Heinrich August Wetzel, deutscher Arzt und Politiker
- 1810: Julius Bacher, deutscher Schriftsteller
- 1810: John Broome, US-amerikanischer Händler und Politiker
- 1811: Carl Otto Dammers, deutscher Jurist und Politiker
- 1813: Franziska Kinsky von Wchinitz und Tettau, durch Heirat Fürstin von Liechtenstein
- 1817: Eilert Sundt, norwegischer Soziologe
- 1820: Winfield Scott Featherston, US-amerikanischer Politiker und General
- 1820: Julius Stern, deutscher Musikpädagoge, Dirigent und Komponist
- 1821: Wilhelm Albrecht von Montenuovo, österreichischer General
- 1823: Augustin Théodule Ribot, französischer Maler
- 1823: Carl Wallau, deutscher Kommunalpolitiker, Oberbürgermeister von Mainz
- 1824: Johann Evangelius Gimpl, deutscher Pfarrer und Politiker

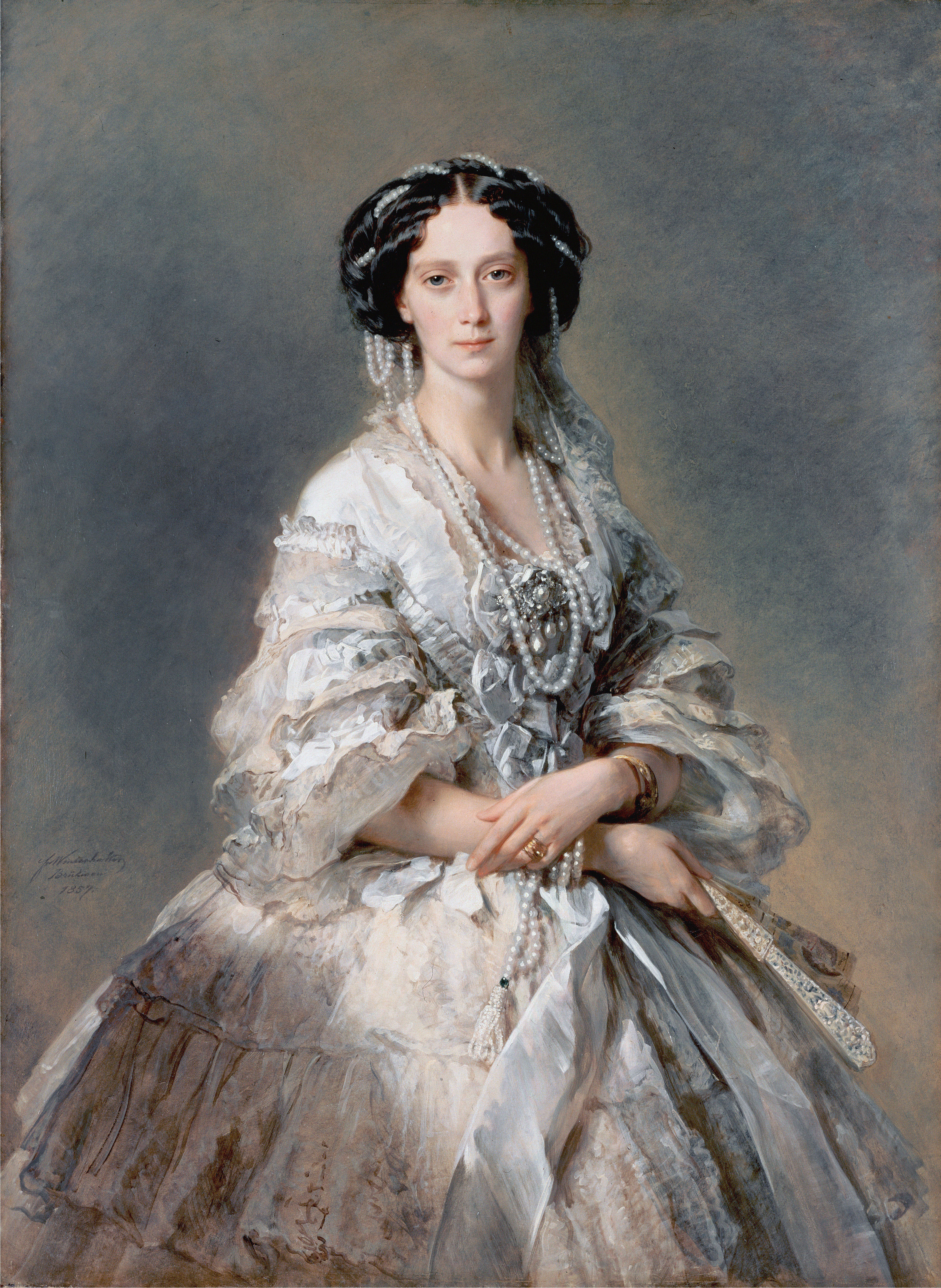
Marie von Hessen-Darmstadt (* 1824)

- 1824: Marie von Hessen-Darmstadt, russische Zarin
- 1826: Charles Galibert, französischer Komponist
- 1827: George Canning, britischer Politiker und Premierminister
- 1828: Bernhard von Poten, königlich-preußischer Oberst und Militärschriftsteller
- 1830: Adolf Holm, deutscher Althistoriker
- 1831: Nikolaus Nikolajewitsch Romanow, russischer Großfürst
- 1832: Georg, sächsischer König
- 1833: Karl Klaus von der Decken, deutscher Entdecker und Afrikareisender
- 1836: Rudolf Rüdt von Collenberg-Eberstadt, deutscher Jurist und Landeskommissär
- 1837: Franz August von Gordon, preußischer Gutsbesitzer und Politiker
- 1837: Victor Sieg, französischer Organist und Komponist
- 1839: Otto Finsch, deutscher Forschungsreisender

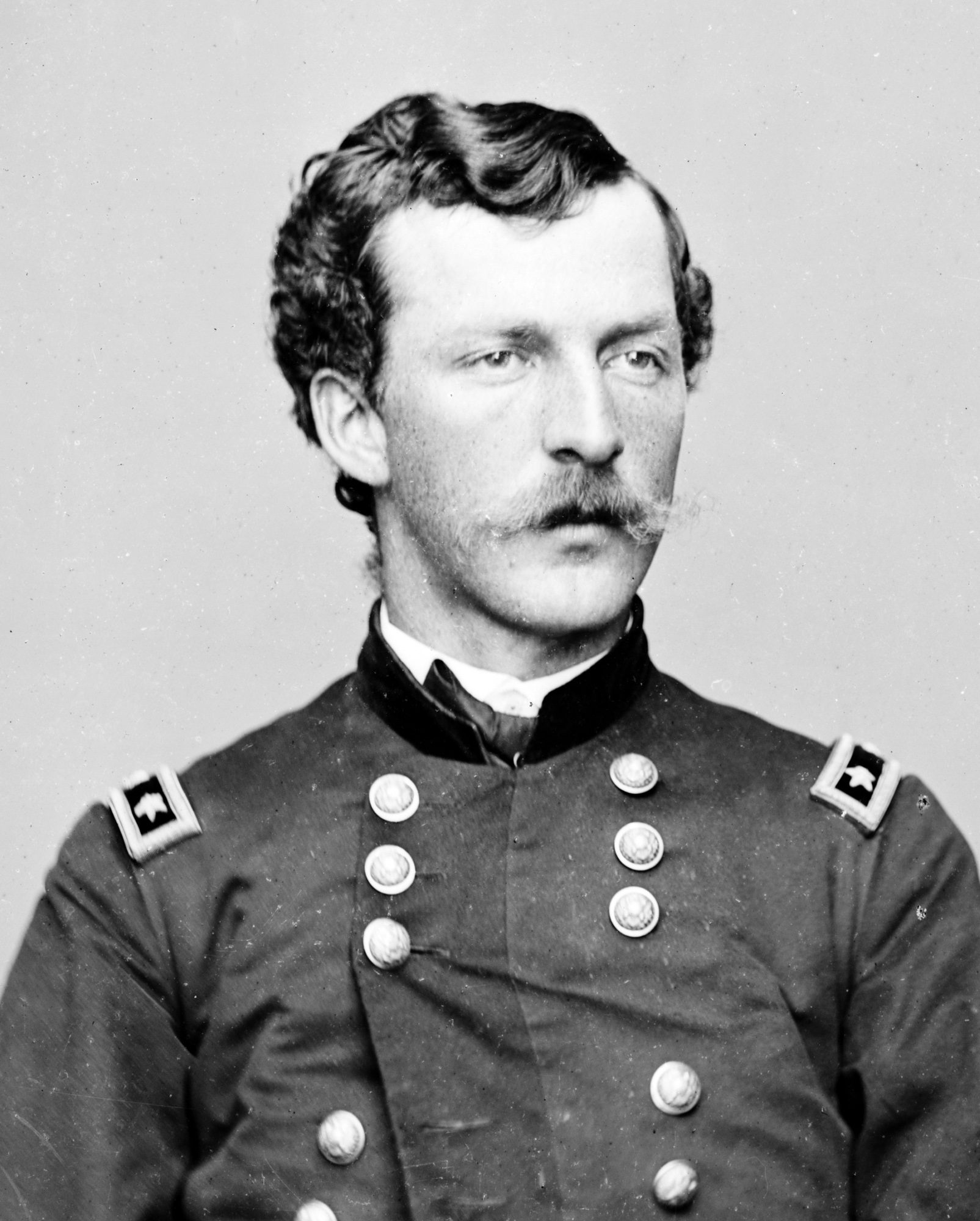
Nelson Appleton Miles (* 1839)

- 1839: Nelson Appleton Miles, US-amerikanischer Offizier und Kommandeur der United States Army
- 1843: Oswald Ahnert, deutscher Jurist und Politiker
- 1845: Thomas Koschat, österreichischer Komponist und Chorleiter
- 1846: Julius Bouché, deutscher Gartengestalter und Gewächshaustechniker
- 1846: Frank Brown, US-amerikanischer Politiker
- 1847: Hermann Cardauns, deutscher Historiker
- 1848ː Emma Simon, deutsche Schriftstellerin
- 1849: Wera Iwanowna Sassulitsch, russische Autorin und Revolutionärin

#### 1851–1900
- 1852: Joseph Emmanuel II. Toma, irakischer Priester, Patriarch von Babylon

Paul Leonhardt (* 1852)

- 1852: Paul Leonhardt, deutscher Einzelhandels-Kaufmann und Kommunalpolitiker
- 1855: Willibald Wolfsteiner, 33. Abt der Benediktinerabtei Ettal
- 1857: Cécile Chaminade, französische Komponistin und Pianistin
- 1857: Maurice Yvon, französischer Architekt
- 1859: Kathinka Hedwig Agerskov, dänische Genremalerin
- 1860: Hans Grässel, deutscher Architekt
- 1860: Sergei Timofejewitsch Morosow, russischer Unternehmer und Mäzen
- 1860: Ludwig Wendemuth, deutscher Wasserbauingenieur und Baubeamter
- 1861: William Bateson, britischer Genetiker

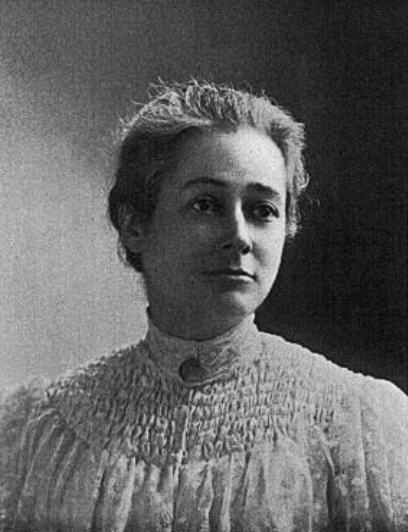
Florence Augusta Merriam Bailey (* 1863)

- 1863: Florence Augusta Merriam Bailey, US-amerikanische Ornithologin
- 1863: Hulda von Levetzow, deutsche Autorin
- 1865: Robert Haab, Schweizer Bundesrat
- 1865: Wilhelm Räderscheidt, deutscher Lehrer und Autor
- 1866: Matthew Henson, US-amerikanischer Polarforscher
- 1870: João Itiberê da Cunha, brasilianischer Komponist und Musikkritiker

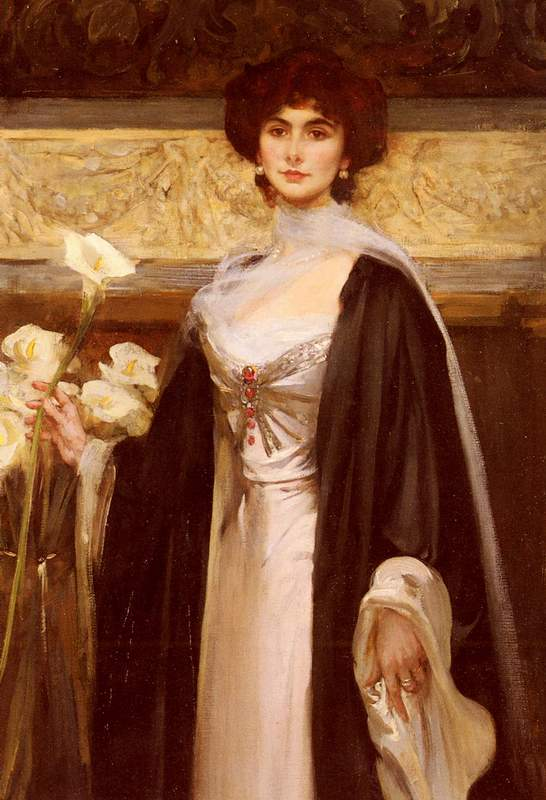
Olga de Meyer (* 1871)

- 1871: Olga de Meyer, britische Erbin, Muse und High Society Lady
- 1872: Léon Saint-Réquier, französischer Komponist, Organist und Musikpädagoge
- 1874: George A. Banker, US-amerikanischer Radrennfahrer
- 1874: Tristan Klingsor, französischer Schriftsteller und Maler, Komponist und Musikkritiker
- 1875: Gustav Müller, deutscher Politiker, MdL, MdR
- 1875: Wladimir Alexejewitsch Senilow, russischer Komponist
- 1876: Hans Karl Abel, deutscher Schriftsteller
- 1877: Alexander Alexejewitsch Chanschonkow, russischer Unternehmer
- 1877: Ford W. Harris, US-amerikanischer Ingenieur und Patentanwalt
- 1878: Nathan L. Bachman, US-amerikanischer Politiker

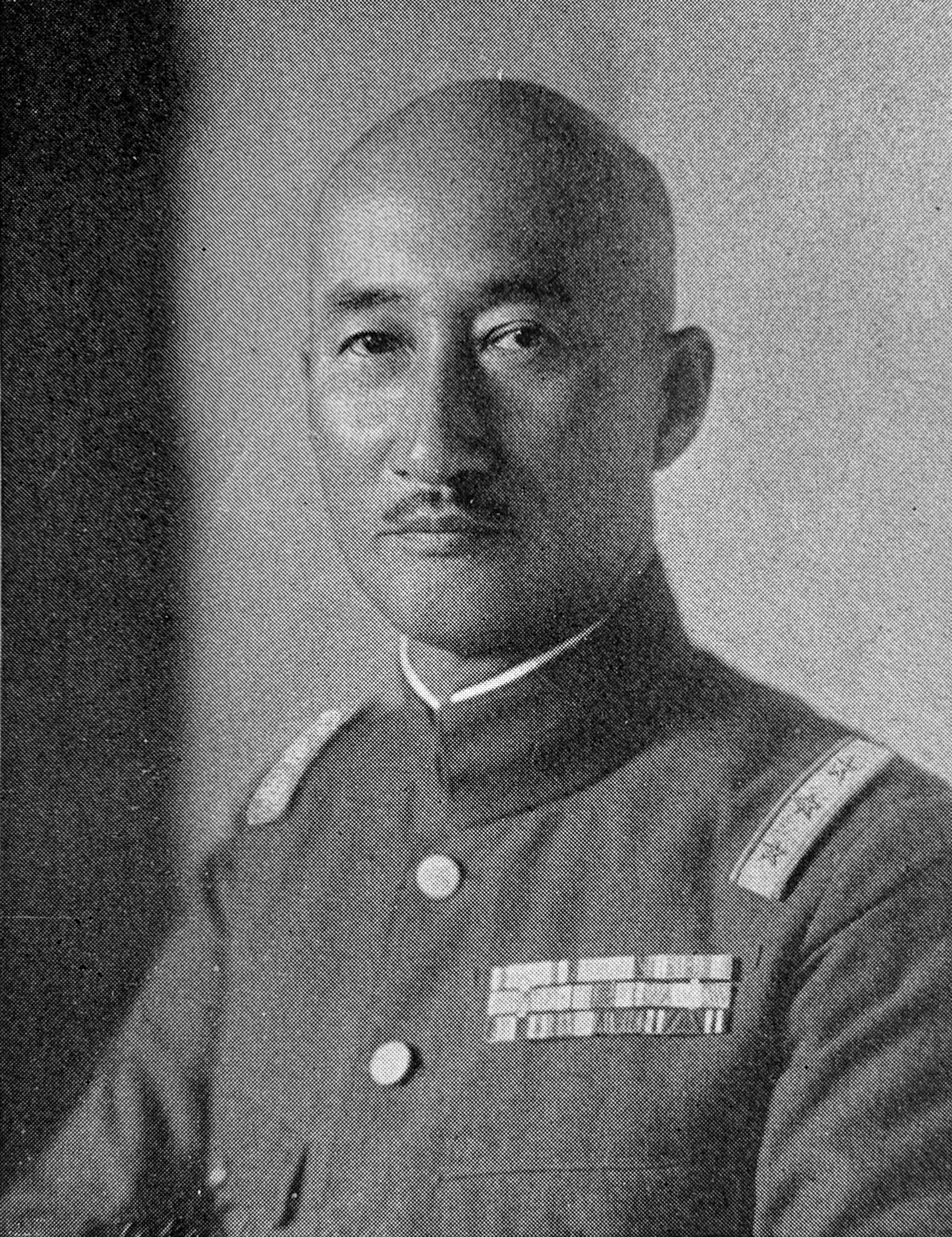
Terauchi Hisaichi (* 1879)

- 1879: Terauchi Hisaichi, japanischer Feldmarschall
- 1879: Robert Holbrook Smith, US-amerikanischer Mitbegründer der Anonymen Alkoholiker
- 1879: Emiliano Zapata, mexikanischer Revolutionär
- 1881: Joseph Bernhart, deutscher Theologe, Religionswissenschaftler und Schriftsteller
- 1881: Ewald von Kleist, deutscher Heeresoffizier
- 1882: Oscar K. Allen, US-amerikanischer Politiker
- 1882: Władysław Starewicz, polnischer Puppentrickfilmer, Pionier der Stop-Motion-Technik
- 1883: Doihara Kenji, japanischer Meisterspion
- 1884: Otmar Schissel von Fleschenberg, österreichischer Altphilologe und Germanist
- 1884: Sara Teasdale, US-amerikanische Dichterin
- 1885: Conrad Gauthier, kanadischer Sänger und Schauspieler
- 1886: Pietro Yon, italienisch-US-amerikanischer Organist und Komponist
- 1889: Hans Widmer, Schweizer Mediziner und Politiker
- 1891: André Boillot, französischer Automobilrennfahrer
- 1891: Adolf Busch, deutscher Geiger und Komponist
- 1891: Charlotte Klinder, deutsche Schauspielerin
- 1891: Wilhelm Matthießen, deutscher Kinder- und Jugendbuchautor
- 1892: Hans Heusser, Schweizer Komponist und Dirigent

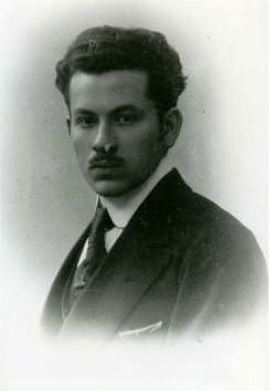
Otto Renois (* 1892)

- 1892: Otto Renois, deutscher Kommunist und Widerstandskämpfer
- 1893: Ludwig Grote, deutscher Kunsthistoriker
- 1896: Daudi Chwa II., Kabaka von Buganda
- 1896: Marjorie Kinnan Rawlings, US-amerikanische Schriftstellerin und Pulitzer-Preisträgerin
- 1897: Wilhelm Gabriel, deutscher Komponist und Musikverleger
- 1898: Josef Ecker-Stadlmayr, österreichischer Politiker
- 1898: M. Agejew, russischer Autor
- 1899: Frank Hanson, kanadischer Musikpädagoge und Komponist
- 1900: Lucky Millinder, US-amerikanischer R&B- und Swing-Musiker
- 1900: Robert Siodmak, deutscher Filmregisseur
- 1900: Victor Young, US-amerikanischer Komponist, Violinist und Dirigent

### 20. Jahrhundert

#### 1901–1925

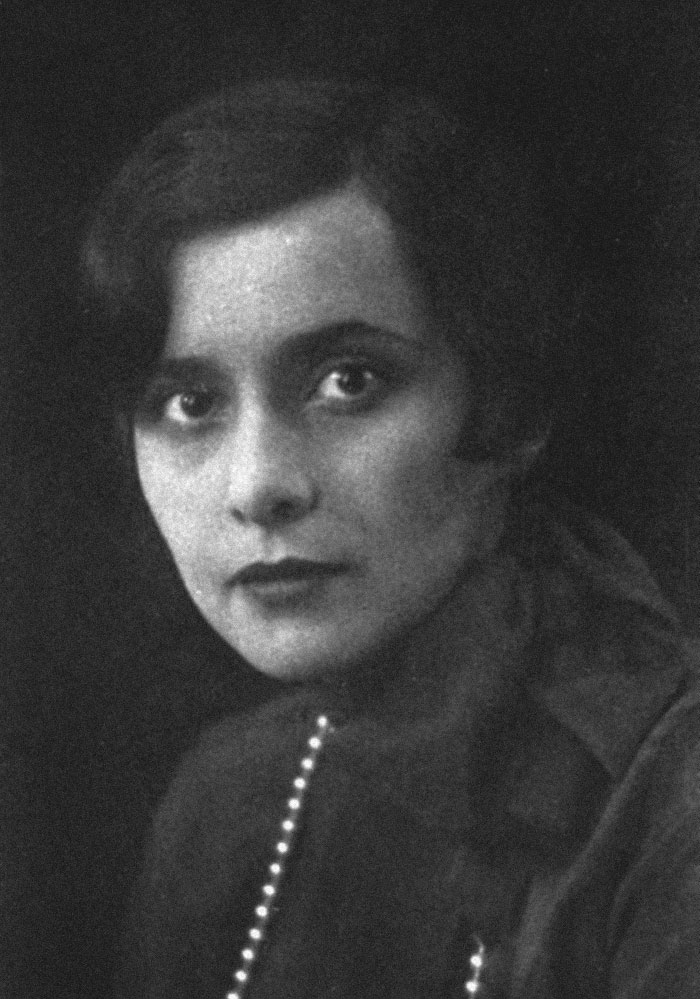
Nina Nikolajewna Berberova (* 1901)

- 1901: Nina Nikolajewna Berberowa, russische Prosaikerin und Lyrikerin
- 1901: Josef Blaß, deutscher Ingenieur und Hochschullehrer

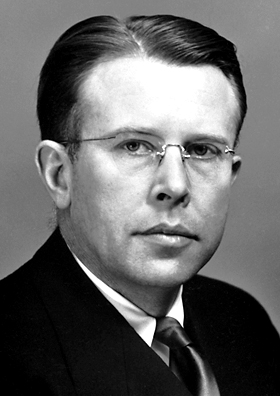
Ernest Lawrence (* 1901)

- 1901: Ernest Lawrence, US-amerikanischer Atomphysiker, Erfinder des Zyklotrons, Nobelpreisträger
- 1902: Paul Dirac, britischer Physiker, Mitbegründer der Quantenphysik, Nobelpreisträger
- 1904: Mary Kid, deutsche Schauspielerin
- 1904: István Szelényi, ungarischer Pianist und Komponist
- 1904: Achille Varzi, italienischer Mororrad- und Automobilrennfahrer
- 1905: Herbert Jankuhn, deutscher Prähistoriker
- 1905: André Jolivet, französischer Komponist
- 1906: Eberhard Brünen, deutscher Politiker, MdB
- 1906: Erich Kräutler, deutscher katholischer Missionsbischof in Brasilien
- 1907: Franz Abromeit, deutscher SS-Führer und Judenreferent

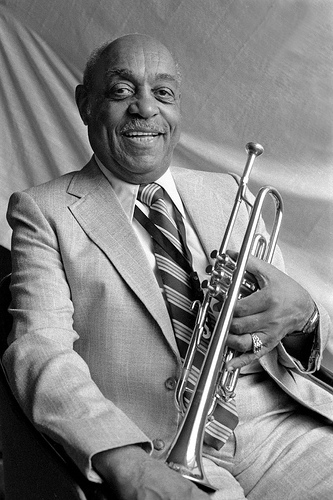
Benny Carter (* 1907)

- 1907: Benny Carter, US-amerikanischer Jazzmusiker
- 1908: August Möbs, deutscher Fußballspieler
- 1908: Ford Rainey, US-amerikanischer Schauspieler
- 1909: Erwin Hinze, deutscher Politiker
- 1910: Hans Baur, deutscher Schauspieler

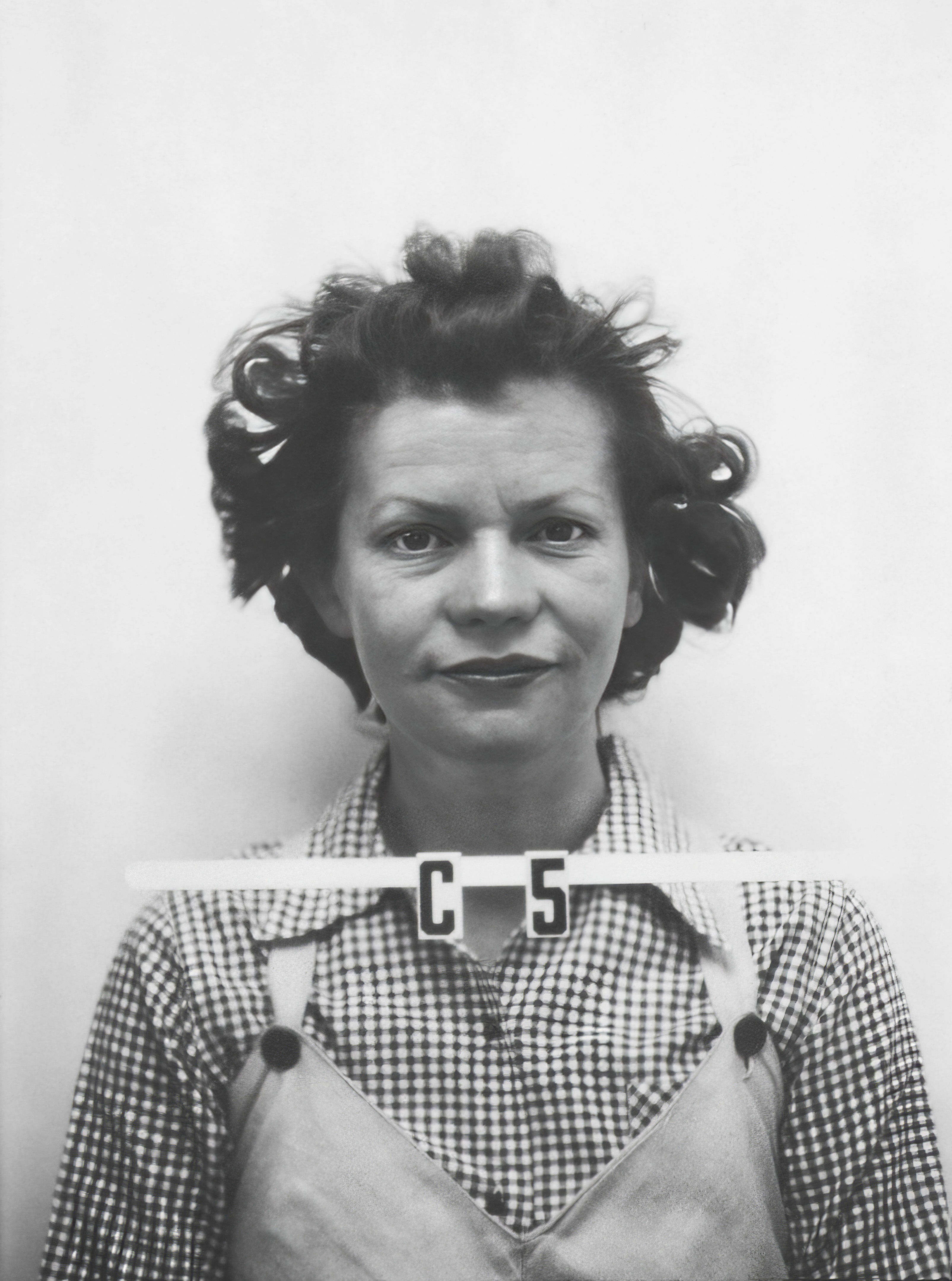
Katherine Oppenheimer (* 1910)

- 1910: Katherine Oppenheimer, deutsch-amerikanische Botanikerin
- 1910: Sylvia Sidney, US-amerikanische Schauspielerin
- 1911: Johann Anton Hemberger, deutscher Bauingenieur und Bürgermeister
- 1911: Anneliese Müller, deutsche Opernsängerin
- 1911: Herwig Walter, deutscher Schauspieler
- 1912: Jacques Bergier, französischer Chemiker, Spion, Journalist und Schriftsteller
- 1912: Fritz Langner, deutscher Fußballspieler und -trainer
- 1913: Boris Iwanowitsch Afanassjew, russischer Fußball- und Eishockeyspieler und Eishockeytrainer
- 1913: Paula Dworak, österreichische Filmeditorin
- 1913: Axel Stordahl, US-amerikanischer Musiker, Arrangeur und Bandleader

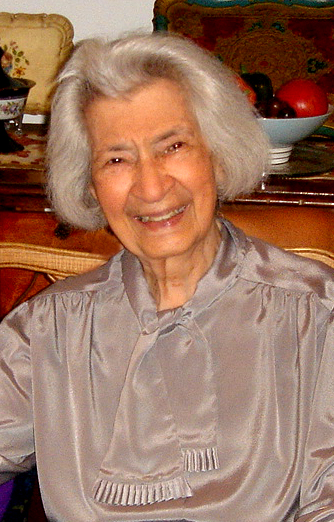
Ana Mercedes Asuaje de Rugeles (* 1914)

- 1914: Ana Mercedes Asuaje de Rugeles, venezolanische Komponistin und Musikpädagogin
- 1914: Unity Mitford, britische Nationalsozialistin, persönliche Freundin Hitlers
- 1914: Albert Tadros, ägyptischer Basketballspieler
- 1915: Agnar Mykle, norwegischer Schriftsteller
- 1916: Rudolf Hoflehner, österreichischer Bildhauer und Maler
- 1917: Agnes Gutter, Schweizer Märchen-, Kinder- und Jugendliteraturforscherin
- 1919: Dino De Laurentiis, italienischer Filmproduzent
- 1919: Mary Martlew, britisch-schweizerische Schauspielerin
- 1920: Alfred Hause, deutscher Violinist, Dirigent und Kapellmeister
- 1921: Ursula Braun, deutsche Schauspielerin und Synchronsprecherin
- 1921: Roger Nixon, US-amerikanischer Komponist und Musikpädagoge
- 1921: Webb Pierce, US-amerikanischer Country-Sänger
- 1921: Esther Williams, US-amerikanische Schwimmerin und Schauspielerin
- 1922: Rory Calhoun, US-amerikanischer Schauspieler
- 1922: Peter Hermes, deutscher Diplomat
- 1922: Alfredo Torres Romero, mexikanischer Geistlicher
- 1923: Eve Miller, US-amerikanische Schauspielerin
- 1923: Ursel Peter, österreichische Dichterin
- 1923: Antonio Quarracino, argentinischer Erzbischof und Kardinal
- 1923: Jimmy Witherspoon, US-amerikanischer Blues- und Jazz-Sänger
- 1924: Eberhard Werner, deutscher Künstler und Landschaftsmaler
- 1925: Ernst Badian, österreichischer Althistoriker
- 1925: Alija Izetbegović, bosnischer Politiker, Präsident der Republik Bosnien und Herzegowina und islamischer Aktivist

#### 1926–1950

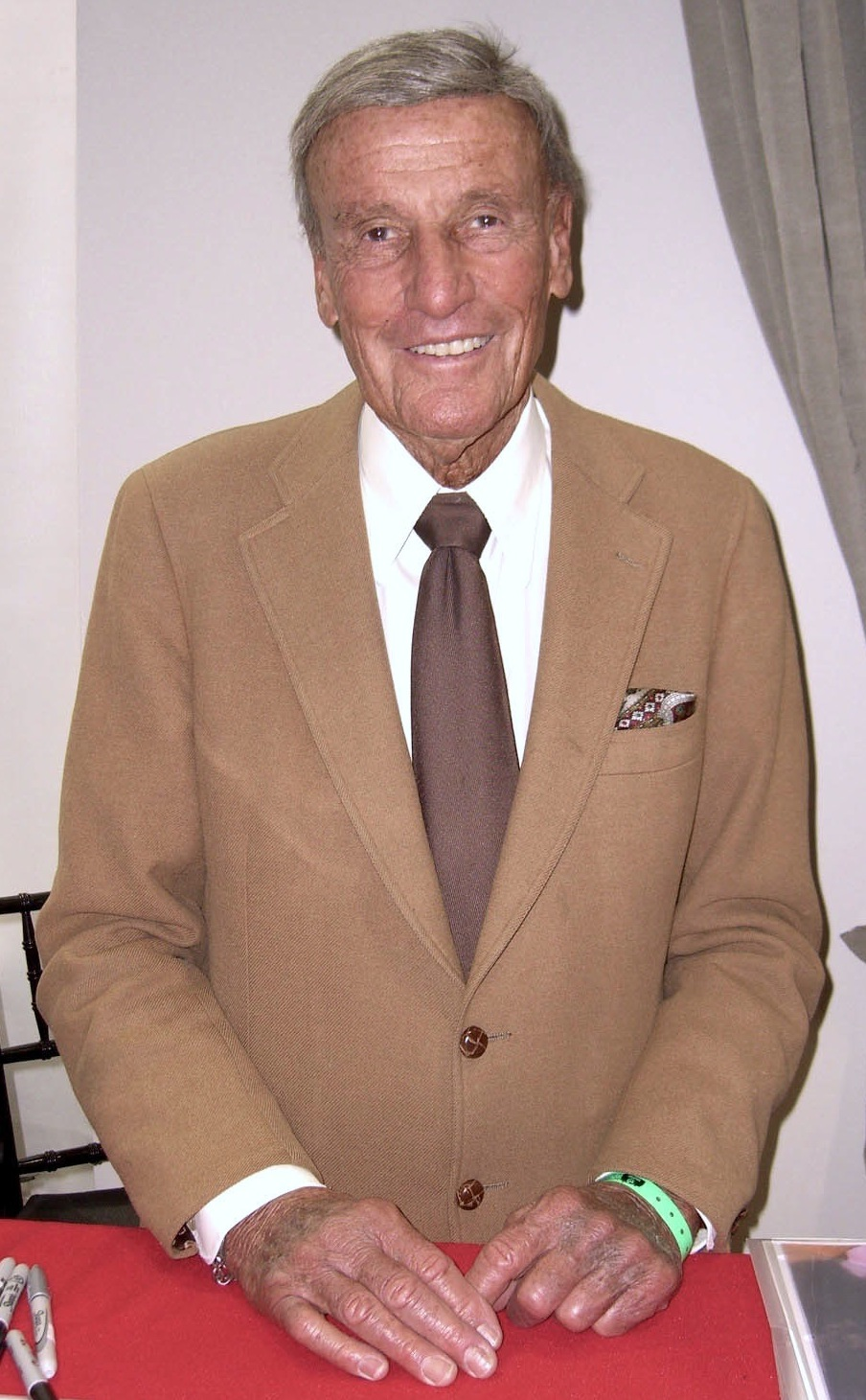
Richard Anderson (* 1926)

- 1926: Richard Anderson, US-amerikanischer Schauspieler
- 1926: Piero Drogo, italienischer Automobilrennfahrer und Konstrukteur
- 1926: Pinchas Erlanger, israelischer Landwirt deutscher Herkunft
- 1926: Urbie Green, US-amerikanischer Jazzposaunist
- 1926: Ernst R. Hauschka, deutscher Lyriker
- 1926: Herbert Hriberschek Ágústsson, österreichisch-isländischer Komponist und Hornist
- 1926: Jiří Levý, tschechischer Literaturtheoretiker und Historiker
- 1927: Swjatoslaw Nikolajewitsch Fjodorow, russischer Ophthalmologe, Unternehmer und Politiker
- 1927: Bill Gadsby, kanadischer Eishockeyspieler
- 1928: Lubor Bárta, tschechischer Komponist
- 1928: Simón Díaz, venezolanischer Komponist und Sänger, Comedian, Schauspieler und Fernsehmoderator
- 1928: Werner Hofmann, deutscher Kunstwissenschaftler
- 1929: Ronald Biggs, britischer Posträuber
- 1929: José Luis Borau, spanischer Filmregisseur, Produzent und Schauspieler
- 1929: Gudrun Burwitz, Tochter von Heinrich Himmler
- 1930: Nita Talbot, US-amerikanische Schauspielerin
- 1930: Jerry Tarkanian, US-amerikanischer Basketballtrainer
- 1931: Peter Fitz, deutscher Schauspieler
- 1931: Armando González, spanischer Steuermann im Rudern
- 1931: Roger Penrose, britischer Mathematiker und theoretischer Physiker
- 1932: Alfons Nossol, römisch-katholischer Erzbischof und polnischer Theologe
- 1932: Mel Tillis, US-amerikanischer Sänger und Songschreiber
- 1933: Myriam Sarachik, US-amerikanische Physikerin
- 1933: Joe Tex, US-amerikanischer Sänger und Songschreiber
- 1934: Kaplan Burović, albanischer Schriftsteller und Journalist
- 1934: Cláudio Hummes, brasilianischer Geistlicher, Erzbischof von Sao Paulo
- 1935: Donald P. Bellisario, US-amerikanischer Drehbuchautor, Regisseur und Produzent

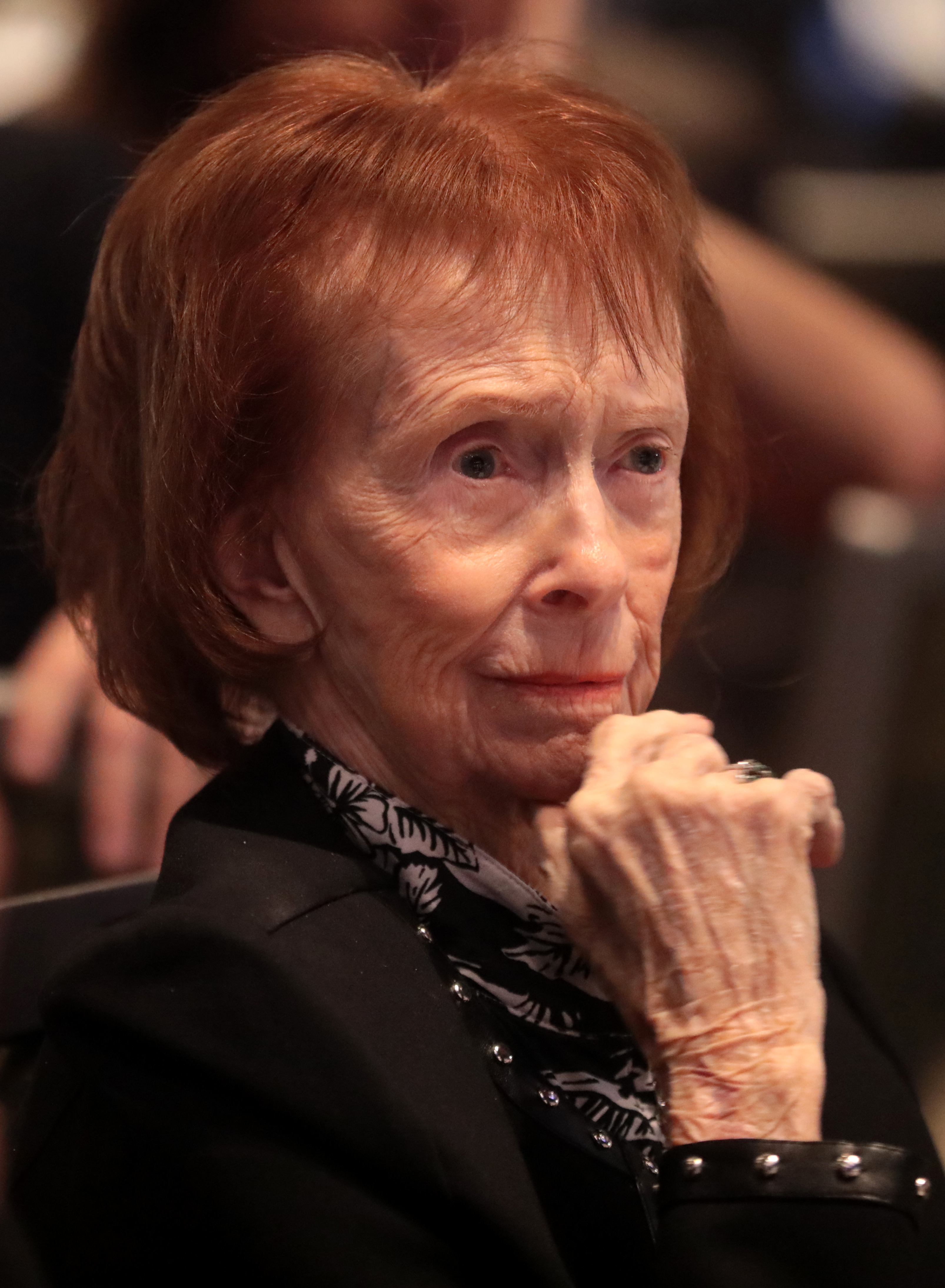
Jane Dee Hull (* 1935)

- 1935: Jane Dee Hull, US-amerikanische Politikerin

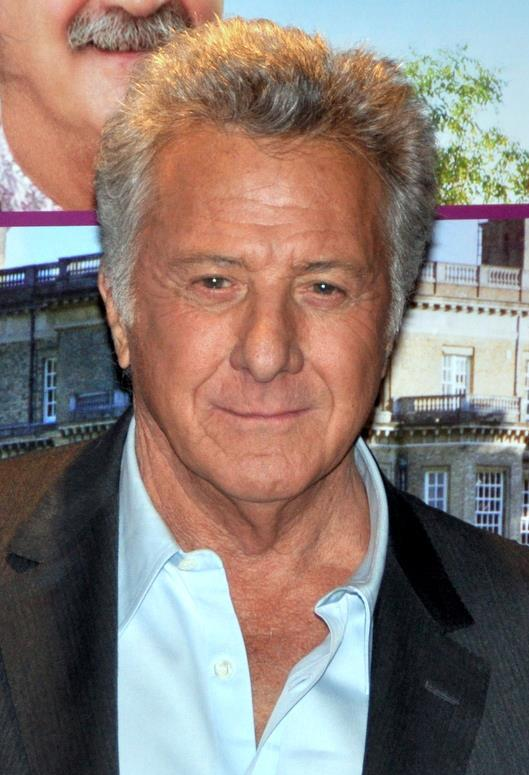
Dustin Hoffman (* 1937)

- 1937: Dustin Hoffman, US-amerikanischer Schauspieler
- 1937: Louis Neefs, belgischer Sänger und Moderator
- 1937: Cornelis Vreeswijk, holländisch-schwedischer Troubadour, Komponist und Dichter
- 1938: Jacques Hétu, kanadischer Komponist
- 1938: Connie Stevens, US-amerikanische Schauspielerin und Sängerin
- 1939: Peter Michael Lingens, österreichischer Journalist

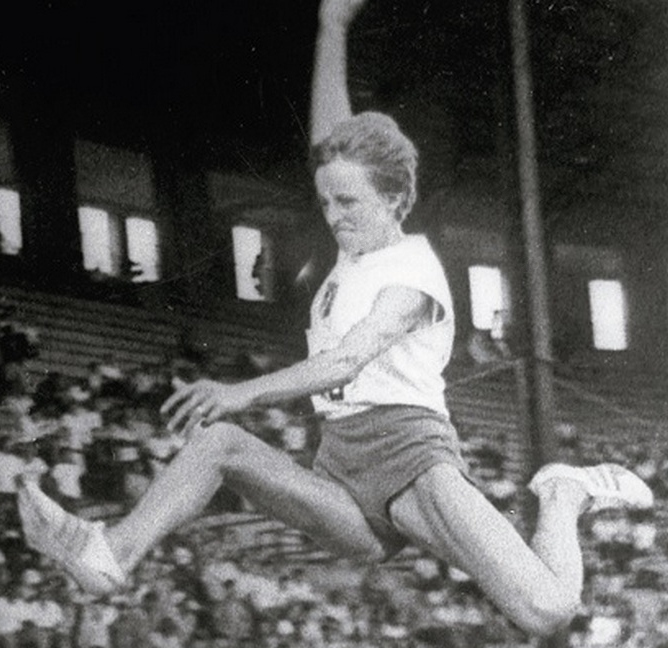
Viorica Viscopoleanu (* 1939)

- 1939: Viorica Viscopoleanu, rumänische Weitspringerin
- 1940: Yvonne Schütze, deutsche Soziologin
- 1940: Hans-Georg Specht, Oberbürgermeister von Mülheim an der Ruhr
- 1940: Dennis Tito, US-amerikanischer Unternehmer und erster Weltraumtourist
- 1941: Renate Blank, deutsche Politikerin und MdB
- 1941: Hubert Schoonbroodt, belgischer Dirigent und Organist

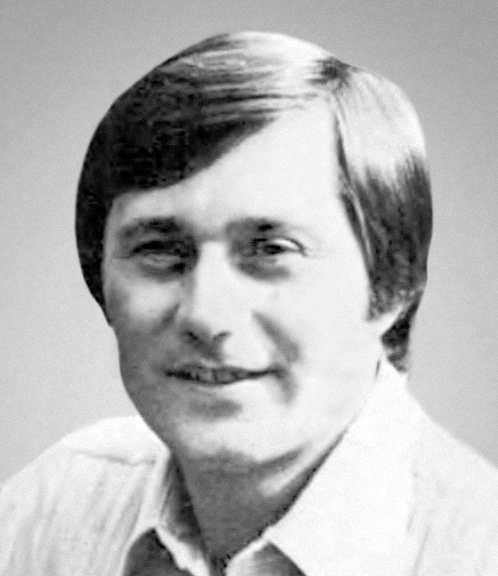
James Blanchard (* 1942)

- 1942: James Blanchard, US-amerikanischer Politiker
- 1942: Richard Bulheller, deutscher Brigadegeneral
- 1943: Daniel Börtz, schwedischer Komponist
- 1944: Uli Derickson, deutsche Flugbegleiterin
- 1944: John Holmes, US-amerikanischer Pornodarsteller
- 1944: John Renbourn, britischer Folkrocksänger und -gitarrist
- 1945: Massimo Dapporto, italienischer Filmschauspieler
- 1945: Wolfgang Dreher, deutscher Richter am Bundessozialgericht
- 1945: Rudi van Eldik,  südafrikanisch-niederländischer Chemiker und Hochschullehrer
- 1946: Ralph Gonsalves, Regierungschef von St. Vincent und den Grenadinen
- 1946: Heinz Schott, deutscher Medizinhistoriker, Professor und Kommunalpolitiker
- 1946: Dragutin Šurbek, jugoslawisch-kroatischer Tischtennisspieler
- 1947: Franco Biondi, italo-deutscher Schriftsteller
- 1947: Ken Dryden, kanadischer Eishockeyspieler, Autor und Politiker
- 1948: Ousainou Darboe, gambischer Politiker
- 1948: Swetlana Jewgenjewna Sawizkaja, russische Kosmonautin
- 1949: Keith Carradine, US-amerikanischer Schauspieler, Regisseur und Sänger
- 1949: Werner Weinhold, DDR-Flüchtling, der zwei Grenzsoldaten erschoss

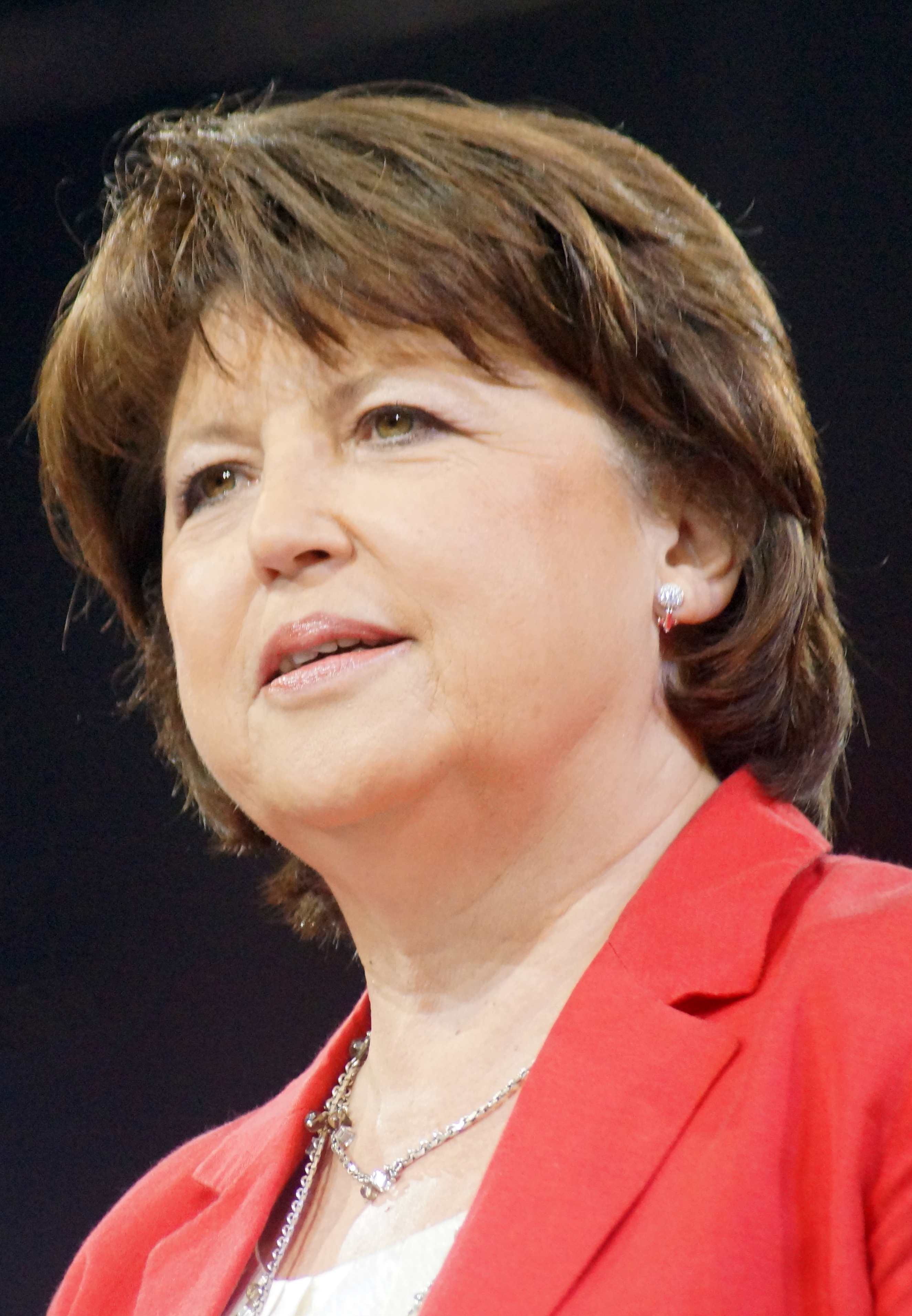
Martine Aubry (* 1950)

- 1950: Martine Aubry, französische Politikerin und Bürgermeisterin von Lille
- 1950: Ken Kutaragi, japanischer Manager

#### 1951–1975
- 1951: Custódio Belo, osttimoresischer Freiheitskämpfer und Politiker
- 1951: Manfred Bomm, deutscher Journalist und Schriftsteller
- 1951: Louis van Gaal, niederländischer Fußballspieler und -trainer
- 1951: Randy Shilts, US-amerikanischer Autor
- 1952: Brigitte Ahrenholz, deutsche Ruderin
- 1952: Anton Fig, US-amerikanischer Rock- und Jazzschlagzeuger
- 1952: Jostein Gaarder, norwegischer Schriftsteller
- 1952: Norbert Glante, deutscher Politiker, MdEP
- 1952: Carsten Peter Thiede, deutscher Historiker und Papyrologe
- 1953: Lloyd Austin, US-amerikanischer General
- 1953: Rolf Beilschmidt, deutscher Leichtathlet

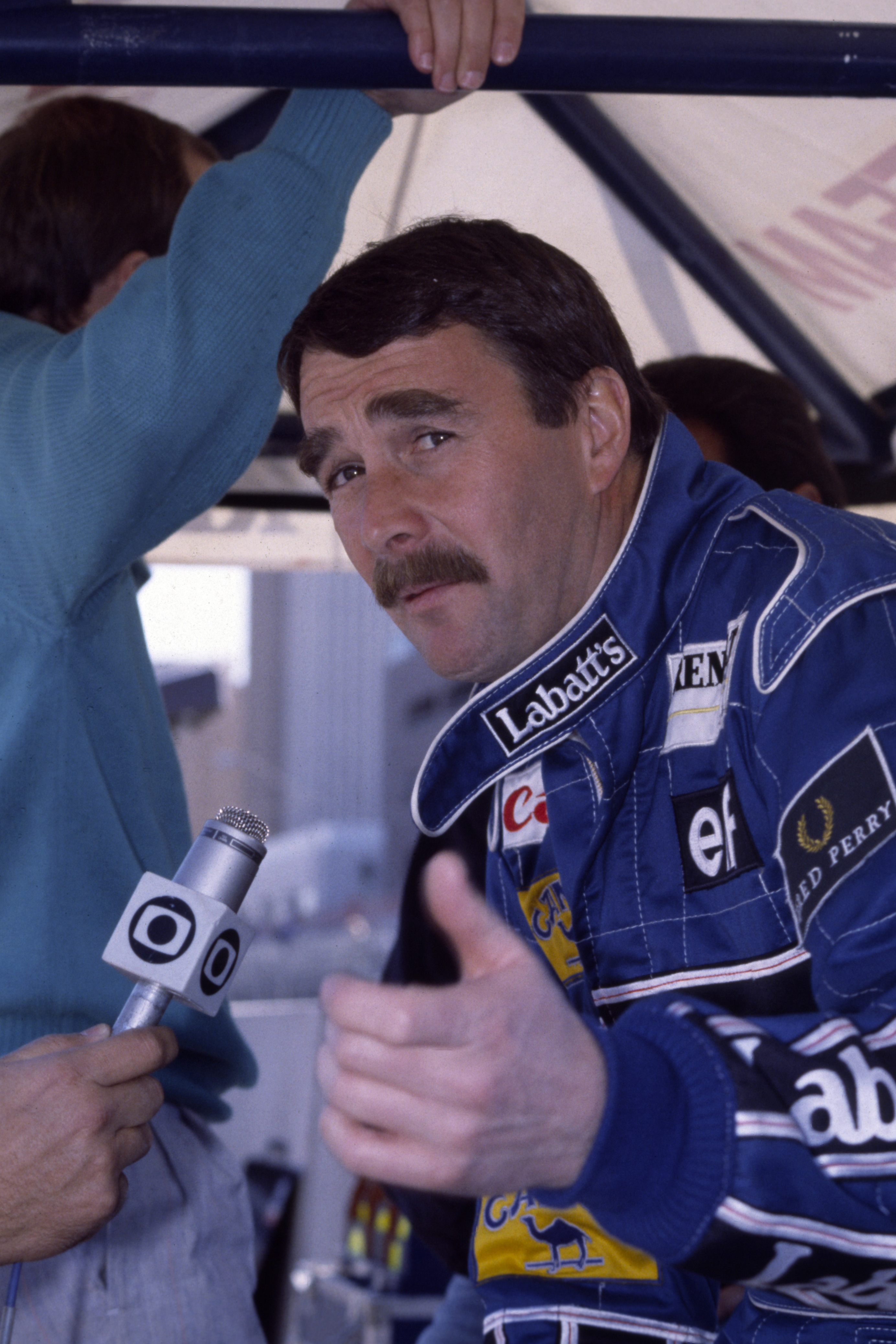
Nigel Mansell (* 1953)

- 1953: Nigel Mansell, britischer Automobilrennfahrer
- 1954: Ottmar Holdenrieder, deutscher Forstwissenschaftler und Hochschullehrer
- 1955: Barbara Petzold, deutsche Skilangläuferin
- 1955: Herbert Prohaska, österreichischer Fußballspieler und -trainer
- 1956: Lena Stolze, deutsche Schauspielerin

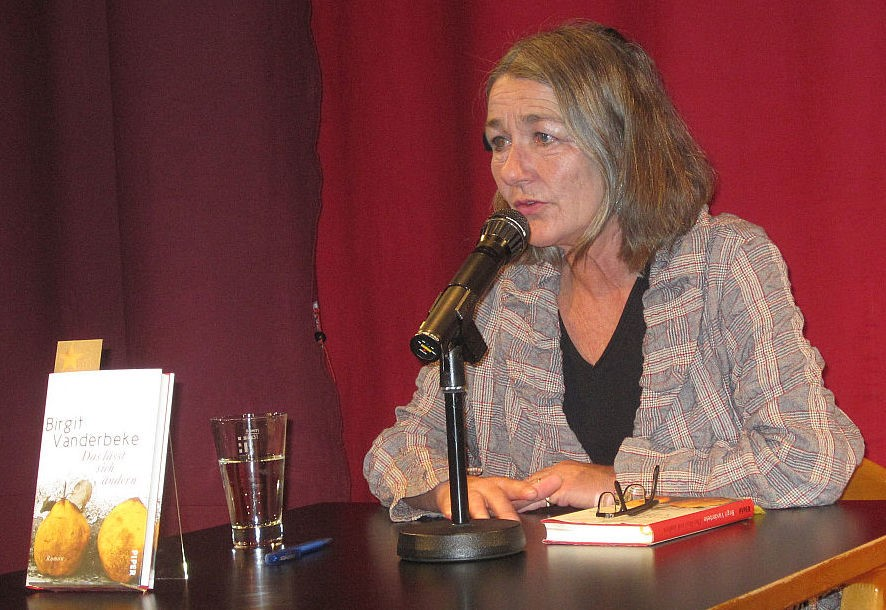
Birgit Vanderbeke 2011 (* 1956)

- 1956: Birgit Vanderbeke, deutsche Schriftstellerin
- 1956: Nathan Wang, US-amerikanischer Komponist
- 1957ː Dieuwertje Blok, niederländische Moderatorin
- 1957: Esmail Qaʾani, iranischer Generalmajor
- 1957: Rainer Schnell, deutscher Sozialwissenschaftler und Professor
- 1958: Stephan Klapproth, Schweizer Fernsehmoderator
- 1958: Cecilia Roth, argentinische Schauspielerin
- 1959: Valerio Varesi, italienischer Journalist und Schriftsteller
- 1959: Ronald Weigel, deutscher Leichtathlet
- 1960: Ralf König, deutscher Comiczeichner
- 1960: Ulrich Maly, deutscher Kommunalpolitiker
- 1961: The Edge, britisch-irischer Gitarrist (U2)
- 1962: Ulli Baumann, deutscher Filmregisseur
- 1962: Damian Halata, deutscher Fußballspieler und -trainer
- 1962: Oliver Stokowski, deutscher Schauspieler
- 1963: Jordan K. Hubbard, US-amerikanischer Informatiker
- 1963: Jon Turteltaub, US-amerikanischer Filmregisseur und Filmproduzent
- 1964: Arnd Beise, deutscher Germanist und Hochschullehrer
- 1964: Jens Carlowitz, deutscher Leichtathlet
- 1964: Giuseppe Conte, italienischer Rechtswissenschaftler und Politiker
- 1964: Zachariah Ditetso, botswanischer Langstreckenläufer
- 1964: Uwe Dittmann, Opfer an der innerdeutschen Grenze
- 1964: Klaus Ebner, österreichischer Schriftsteller
- 1964: Elisabeta Guzganu, rumänische Florettfechterin
- 1964: Estelle Lau, US-amerikanische Schauspielerin und Filmproduzentin

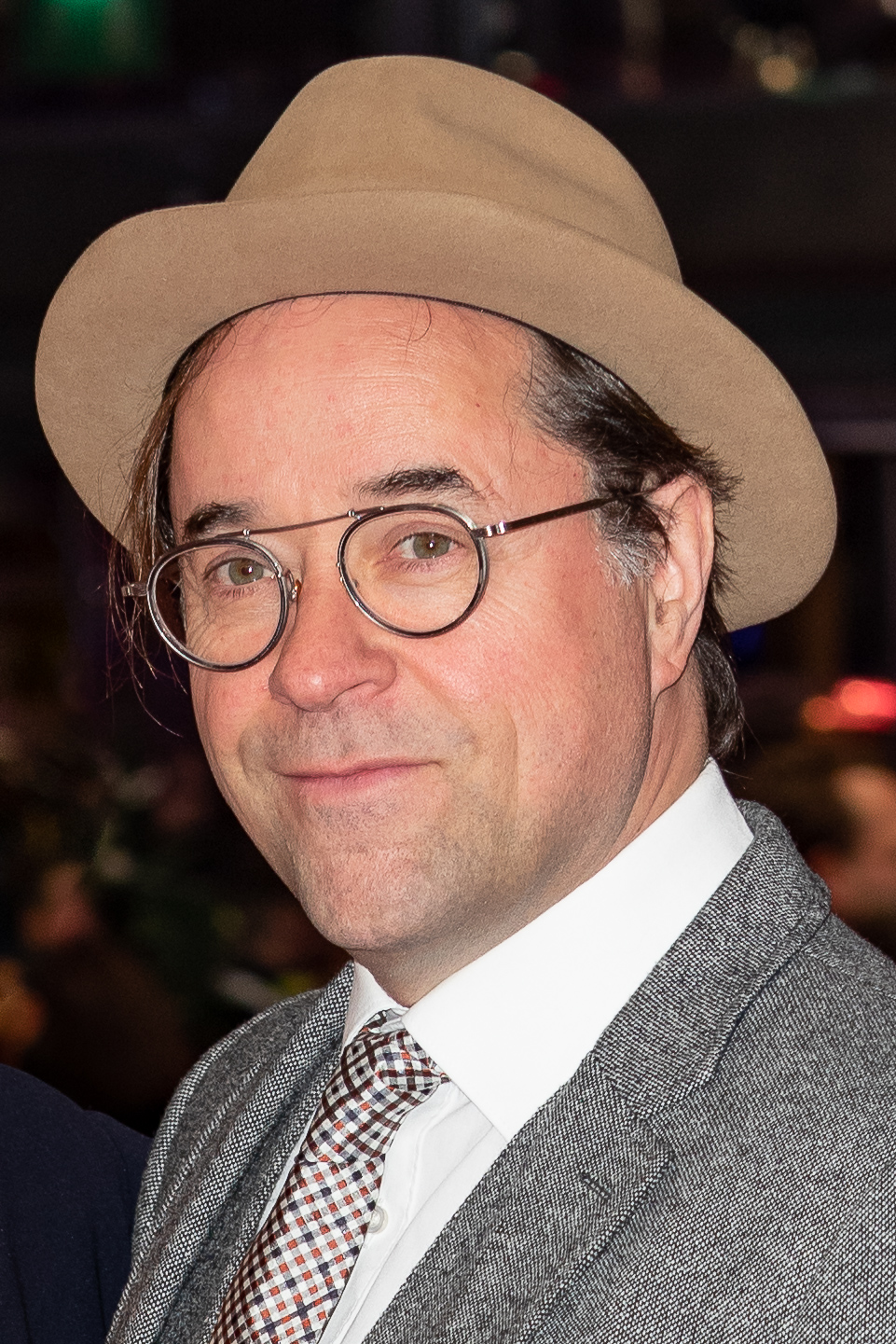
Jan Josef Liefers (* 1964)

- 1964: Jan Josef Liefers, deutscher Schauspieler, Musiker, Regisseur und Produzent
- 1964: Andi Maile, deutscher Jazzmusiker
- 1964: Mike Moncsek, deutscher Politiker
- 1964: Volker Münz, deutscher Politiker
- 1964: Márta Petrovits, ungarische Badmintonspielerin
- 1964: Anne Marie Pircher, italienische Schriftstellerin
- 1964: Gunter Schneider, deutscher Generalleutnant
- 1964: Uwe Schünemann, deutscher Politiker, MdL, Landesminister
- 1964: Antje Wöhnke, deutsche Redakteurin und Moderatorin
- 1965: Achim Hagemann, deutscher Komponist und Musiker
- 1965: Marion Mitterhammer, österreichische Schauspielerin
- 1965: Tor Skeie, norwegischer Freestyle-Skier
- 1965: Jürgen Zäck, deutscher Triathlet
- 1966: Frédéricque Goporo, zentralafrikanischer Basketballspieler
- 1966: Bachtyar Ali, kurdisch-irakischer Schriftsteller
- 1966: Mohiro Kitoh, japanischer Manga-Zeichner
- 1967: Shane Lewis, US-amerikanischer Automobilrennfahrer
- 1967: Gunther Metz, deutscher Fußballspieler
- 1968: Christian Keßler, deutscher Filmkritiker, Autor und Filmproduzent
- 1968: Edward Singhatey, gambischer Politiker
- 1969: Roger Nilsen, norwegischer Fußballspieler
- 1969: Faye Wong, chinesische Sängerin und Schauspielerin
- 1970: Pascal Duquenne, belgischer Schauspieler und Behindertensportler
- 1970: José Francisco Molina, spanischer Fußballspieler
- 1971: Rainer Galke, deutscher Schauspieler
- 1972: Terje Aune, norwegischer Biathlet

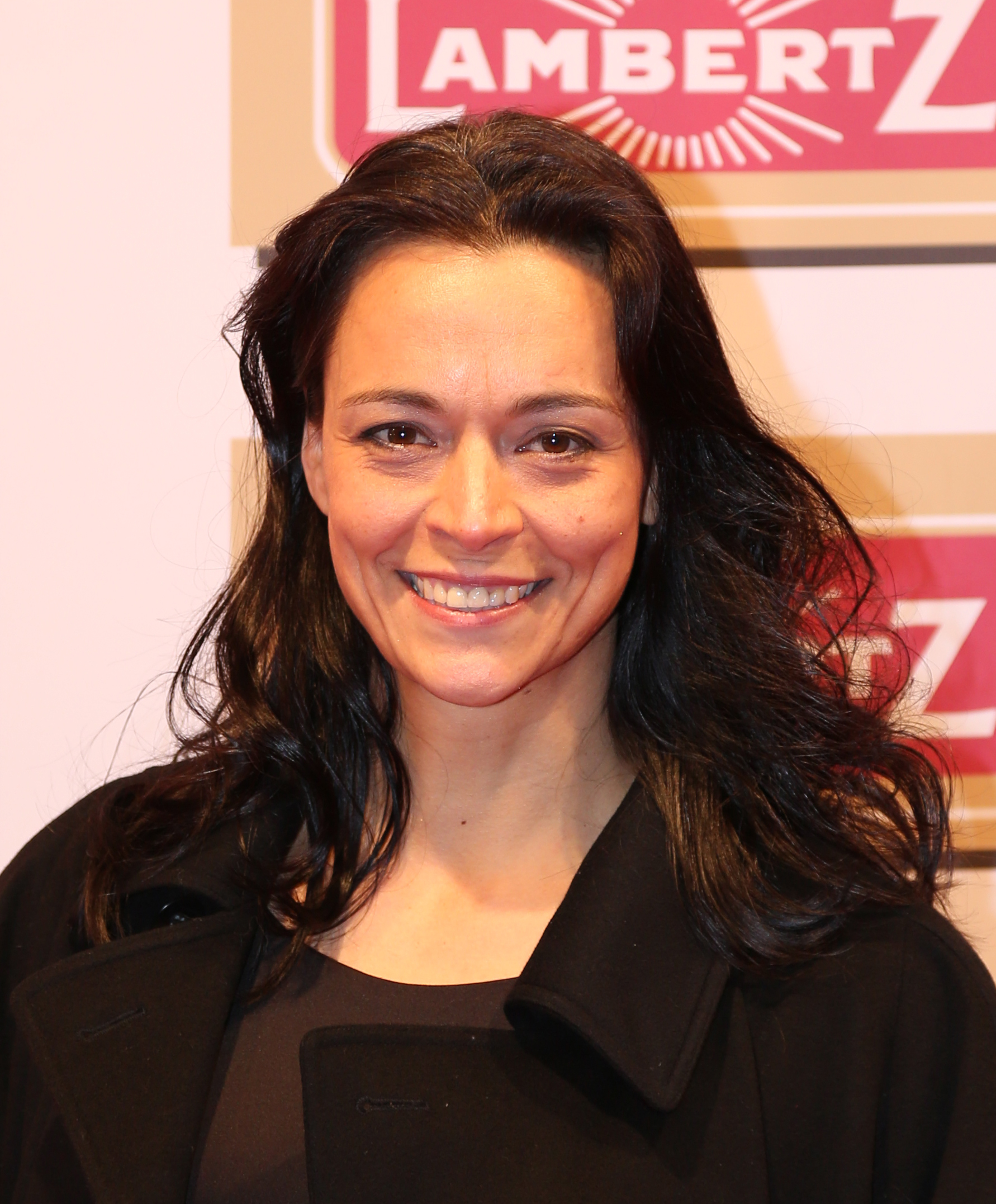
Yvonne de Bark (* 1972)

- 1972: Yvonne de Bark, deutsche Schauspielerin
- 1973: Ilka Agricola, deutsche Mathematikerin
- 1973: François Bouchard, kanadischer Eishockeyspieler
- 1973: Scott Stapp, US-amerikanischer Sänger und Songwriter
- 1973: Mark Wills, US-amerikanischer Country-Musiker
- 1974: Michael Leutert, deutscher Politiker, MdB
- 1974: Mikael Torfason, isländischer Schriftsteller, Journalist und Filmregisseur
- 1975: Stephanie Kellner, deutsche Schauspielerin
- 1975: Gernot Wolfram, deutscher Journalist und Schriftsteller

#### 1976–2000
- 1976: JC Chasez, US-amerikanischer Sänger und Songschreiber

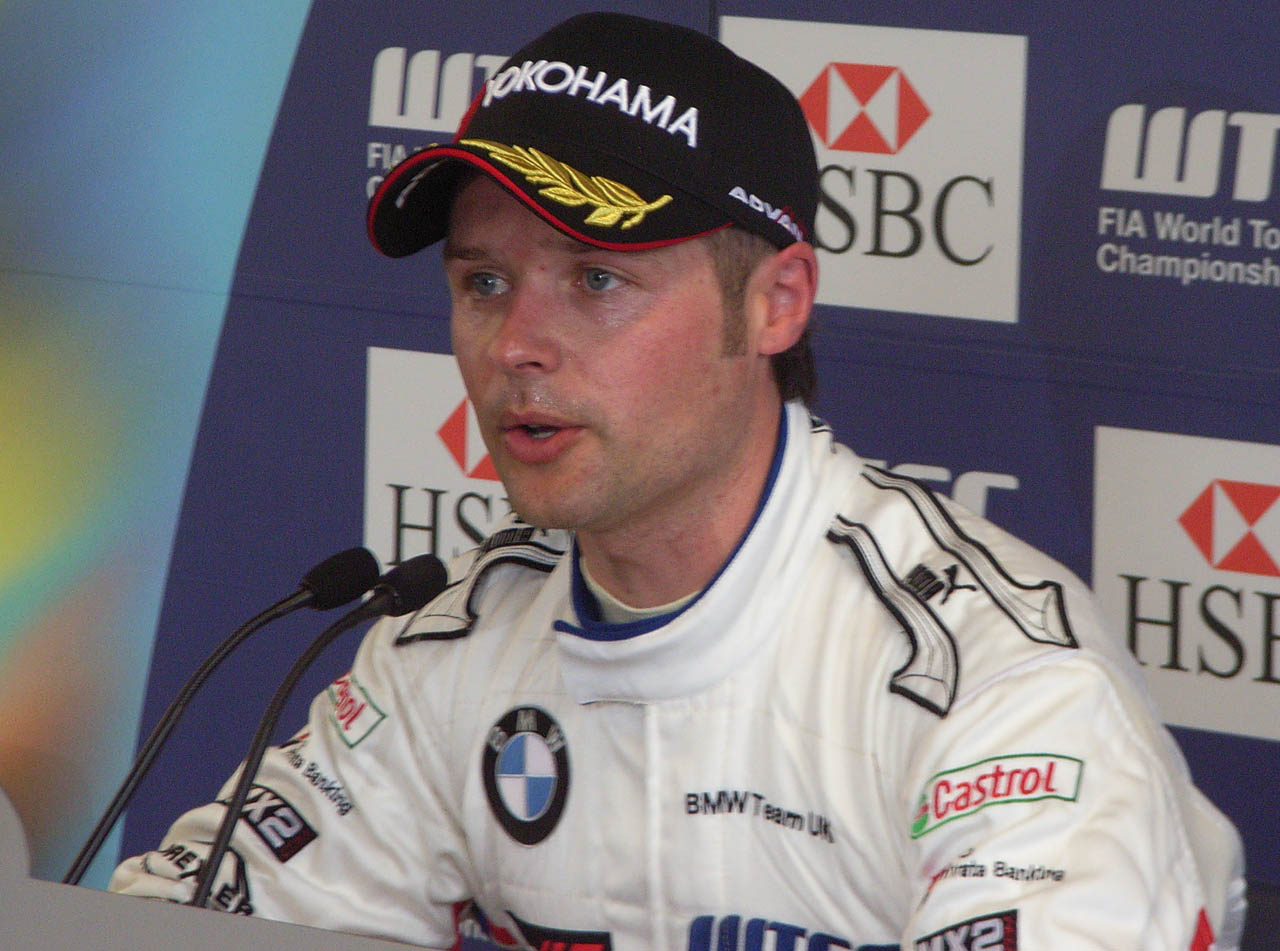
Andy Priaulx (* 1976)

- 1976: Andy Priaulx, britischer Automobilrennfahrer
- 1977: Rutger Beke, belgischer Triathlet
- 1977: Tommy Ingebrigtsen, norwegischer Skispringer
- 1977: Bianca Kappler, deutsche Leichtathletin
- 1977: Szilárd Németh, slowakischer Fußballspieler
- 1978: Alexander Bugera, deutscher Fußballspieler
- 1978: Louis Saha, französischer Fußballspieler
- 1979: Guðjón Valur Sigurðsson, isländischer Handballspieler und -trainer
- 1980: Luca Agamennoni, italienischer Ruderer
- 1980: Seiichirō Maki, japanischer Fußballspieler
- 1980: Ossi Väänänen, finnischer Eishockeyspieler
- 1981: Vanessa Amorosi, australische Popsängerin

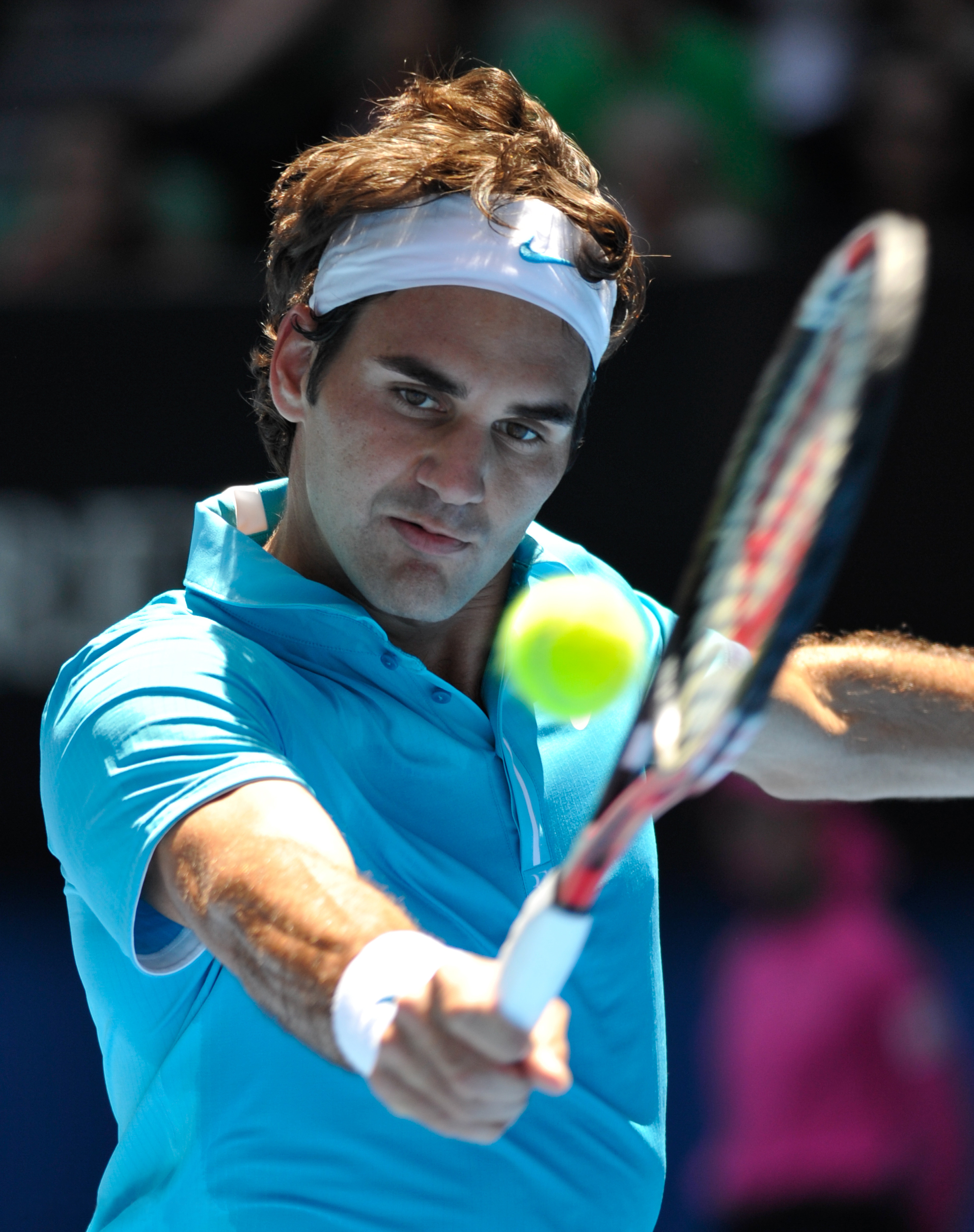
Roger Federer (* 1981)

- 1981: Roger Federer, Schweizer Tennisspieler
- 1981: Tony Salmelainen, finnischer Eishockeyspieler
- 1981: Harel Skaat, israelischer Sänger
- 1982: Brandon Gay, US-amerikanischer Basketballspieler
- 1982: Yūta Watase, japanischer Skispringer
- 1983: Hitomi Kanehara, japanische Schriftstellerin
- 1983: Bastian Knittel, deutscher Tennisspieler
- 1983: Qanybek Saghyndyqow, kirgisischer Billardspieler
- 1984: Kang Chil-gu, südkoreanischer Skispringer
- 1984: Norbert Michelisz, ungarischer Automobilrennfahrer
- 1985: Ruky Abdulai, kanadische Leichtathletin
- 1985: Nils Malten, deutscher Schauspieler
- 1985: Marinko Matosevic, australischer Tennisspieler
- 1986: Sudesh Fitzgerald, guyanischer Dartspieler
- 1986: Kasper Hämäläinen, finnischer Fußballspieler

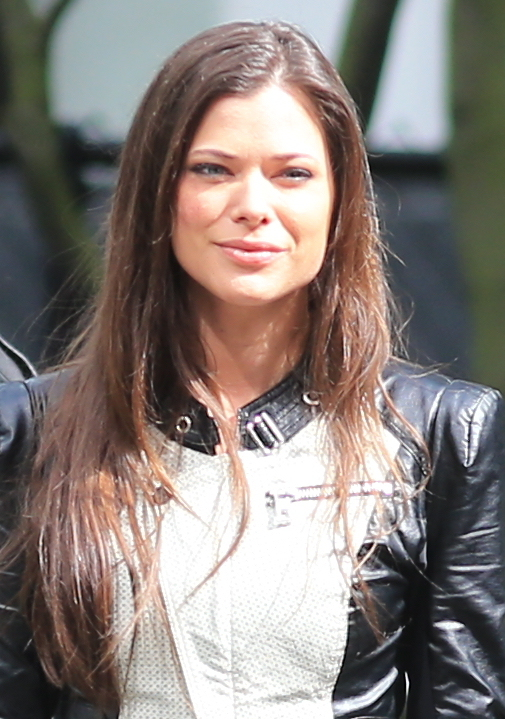
Peyton List (* 1986)

- 1986: Peyton List, US-amerikanische Schauspielerin
- 1986: Jorge Soto, uruguayischer Straßenradrennfahrer
- 1987: Kwame Amoateng, schwedischer Fußballspieler
- 1987: Katie Leung, britische Filmschauspielerin
- 1988: Danilo Gallinari, italienischer Basketballspieler
- 1988: Mandy Islacker, deutsche Fußballspielerin
- 1988: Igor Alexandrowitsch Smolnikow, russischer Fußballspieler
- 1988: Beatrice Mapelli Mozzi, englische Prinzessin
- 1989: Pedro Gutiérrez, venezolanischer Radsportler
- 1989: Jonas Minthe, deutscher Schauspieler
- 1989: Dominique Wassi, kamerunischer Fußballspieler

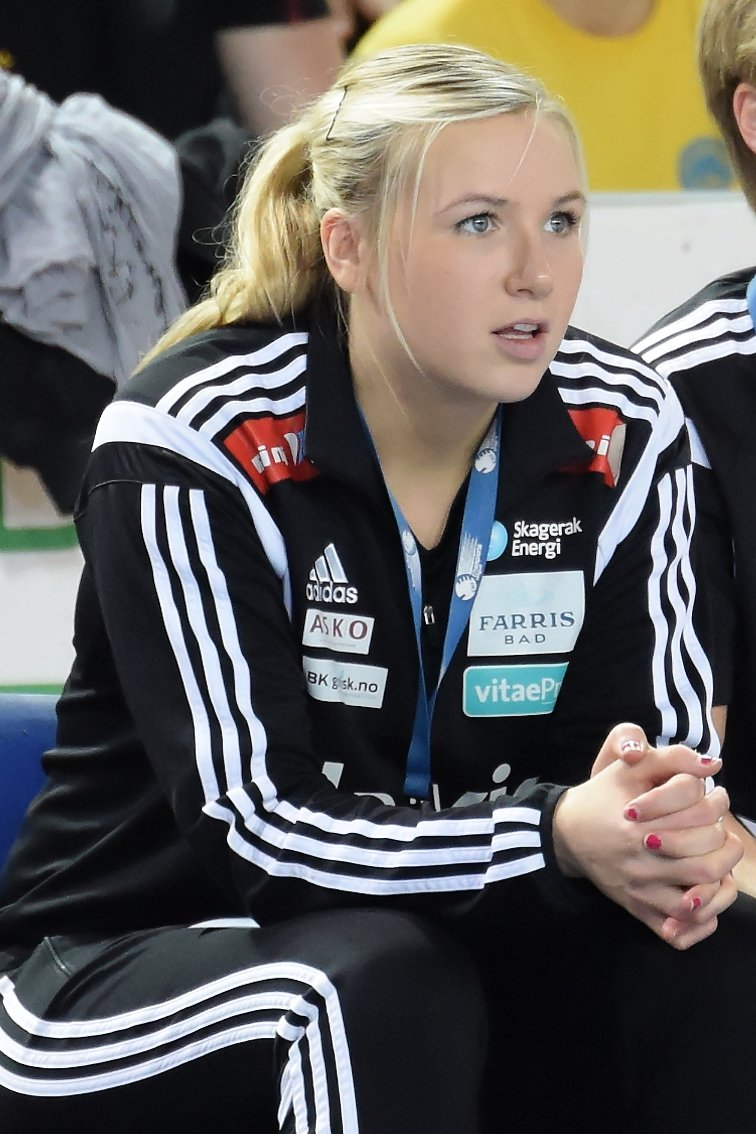
Mari Molid (* 1990)

- 1990: Mari Molid, norwegische Handballspielerin
- 1991: Hannes Gnauck, deutscher Politiker
- 1991: Joel Matip, deutsch-kamerunischer Fußballspieler
- 1992: Casey Cott, US-amerikanischer Schauspieler
- 1992: Artur Dawtjan, armenischer Turner
- 1992: Josip Drmić, Schweizer Fußballspieler
- 1992: Kristine Minde, norwegische Fußballspielerin
- 1992: Thomas Seidl, österreichischer Handballspieler
- 1993: Benjamin Uphoff, deutscher Fußballtorhüter
- 1995: Netiporn Sanesangkhom, thailändische Bürgerrechtlerin
- 1997: Matej Baloga, slowakischer Biathlet
- 1997: Denika Kassim, komorische Leichtathletin
- 1997: Antonee Robinson, US-amerikanisch-englischer Fußballspieler
- 1998: Shawn Mendes, kanadischer Sänger
- 1998: Ronan Parke, britischer Sänger
- 1998: Liam Scales, irischer Fußballspieler
- 2000: Félix Auger-Aliassime, kanadischer Tennisspieler
- 2000: Fabian Grischkat, deutscher Webvideoproduzent, Moderator und Klimaaktivist

### 21. Jahrhundert
- 2002: Lisa Nyberg, schwedische Skirennläuferin
- 2003: Maximilian Janisch, Schweizer Hochbegabter
- 2004: Anhelina Brykina, ukrainische Freestyle-Skierin
- 2005: Johannes Pölz, österreichischer Skispringer

## Gestorben

### Vor dem 17. Jahrhundert
- 0117: Trajan, römischer Kaiser
- 0498: Ninken, japanischer Kaiser
- 0612: Ajen Yohl Mat, Herrscher Maya-Stadt Palenque
- 0753: Hildegar von Köln, Bischof von Köln
- 0869: Lothar II., fränkischer König
- 1023: Ekkehard, Bischof von Prag
- 1078: Werner von Steußlingen, Erzbischof von Magdeburg
- 1086: Konrad I., Graf von Luxemburg
- 1091: Altmann von Passau, Klostergründer und Bischof der Diözese Passau
- 1139: Johann I., Bischof von Prag
- 1150: Famian von Gallese, Heiliger des Zisterzienserordens
- 1171: Heinrich von Blois, Bischof von Winchester
- 1202: Simon I., Graf von Tecklenburg
- 1205: Savaric FitzGeldewin, Bischof von Bath und Wells
- 1214: Tore Gudmundsson, Erzbischof in Nidaros
- 1258: Henry of Lexinton, Bischof von Lincoln
- 1270: Margaretha von Staufen, Landgräfin in Thüringen und Pfalzgräfin von Sachsen
- 1295: Ottone Visconti, Erzbischof von Mailand, Begründer der Macht der Familie Visconti in Mailand und der Lombardei
- 1296: Hugo von Brienne, Graf von Brienne und Lecce
- 1309: John Lestrange, 1. Baron Strange of Knockin, englischer Adeliger und Feldherr
- 1326: Konrad, Bischof von Olmütz
- 1337: Pietro de’ Rossi, italienischer Condottiere, Herr von Parma
- 1356: Giovanni Gradenigo, Doge von Venedig
- 1369: Thomas Percy, Bischof von Norwich
- 1394: Marino Bulcani, neapolitanischer Kardinal der katholischen Kirche
- 1504: Peter Schott der Ältere, Straßburger Politiker
- 1504: Hanns von Wulfestorff, Ritter, Lehnsherr
- 1505: Niccolò de Rubini, Bischof von Lacedonia
- 1540: Christoph Hegendorf, deutscher humanistischer Dichter, lutherischer Theologe und Jurist
- 1543: Herman Rover, deutscher Jurist, Ratssekretär in Lübeck und Ratsherr in Hamburg
- 1545: Injong, König der Joseon-Dynastie in Korea
- 1551: Tomás de Berlanga, katholischer Bischof von Panama und Entdecker der Galápagos-Insel
- 1553: Girolamo Fracastoro, italienischer Arzt, Dichter und Philosoph
- 1554: Theobald Billicanus, deutscher Theologe, Jurist und Reformator
- 1596: Leonhard Thurneysser, Basler Goldschmied, Metallurg, Hüttentechniker und Gelehrter

### 17./18. Jahrhundert
- 1616: Cornelis Ketel, niederländischer Architekt, Bildhauer und Maler
- 1636: Simon Ludwig, Graf zu Lippe
- 1643: Dirck de Vlaming van Oudshoorn, Amsterdamer Regent
- 1648: Hezarpare Ahmed Pascha, Großwesir des Osmanischen Reiches

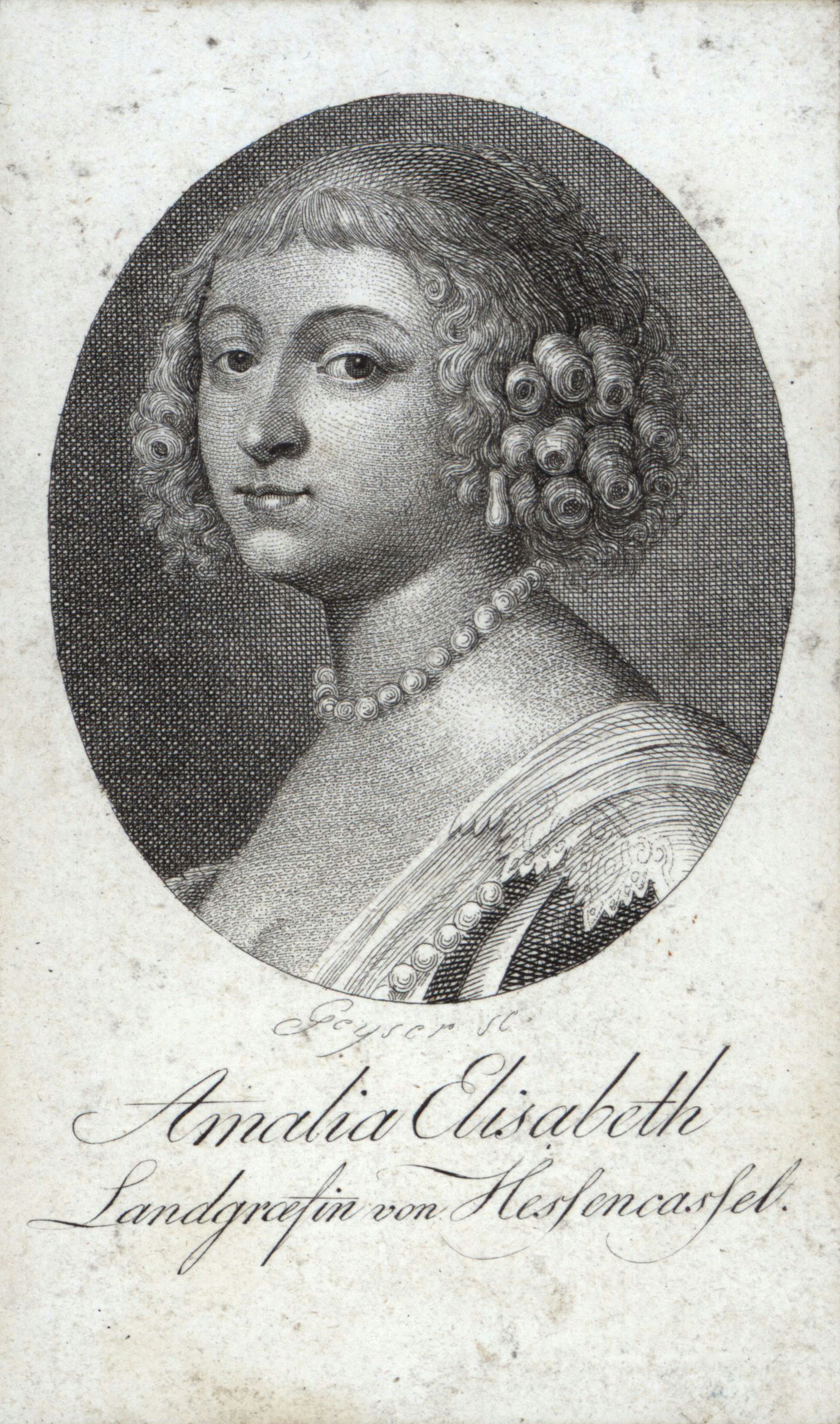
Amalia Elisabeth von Hanau-Münzenberg († 1651)

- 1651: Amalie Elisabeth von Hanau-Münzenberg, Landgräfin das Besitztum Hessen-Kassel
- 1652: Johann Leuber, kursächsischer Gesandter bei den Westfälischen Friedensverhandlungen
- 1656: Chai, 27. König des siamesischen Königreiches von Ayutthaya
- 1656: Salomon Koninck, niederländischer Maler
- 1682: Heinrich Henrich, Schweizer Jesuit, Hochschullehrer und Bühnenautor
- 1694: Antoine Arnauld, französischer Philosoph, Linguist und Theologe, Logiker und Mathematiker
- 1708: Heinrich Arnold Stockfleth, deutscher Theologe
- 1724: Christoph Ludwig Agricola, deutscher Landschaftsmaler
- 1726: Auguste von Baden-Baden, badische Prinzessin, Ehefrau des Herzogs von Orléans
- 1736: Kada no Azumamaro, japanischer shintōistischer Philologe und Dichter
- 1746: Margherita de L’Épine, Opernsängerin (Sopran), Händel-Interpretin
- 1750: Charles Lennox, 2. Duke of Richmond, britischer General und Politiker
- 1756: Louise von Dänemark, Herzogin von Sachsen-Hildburghausen

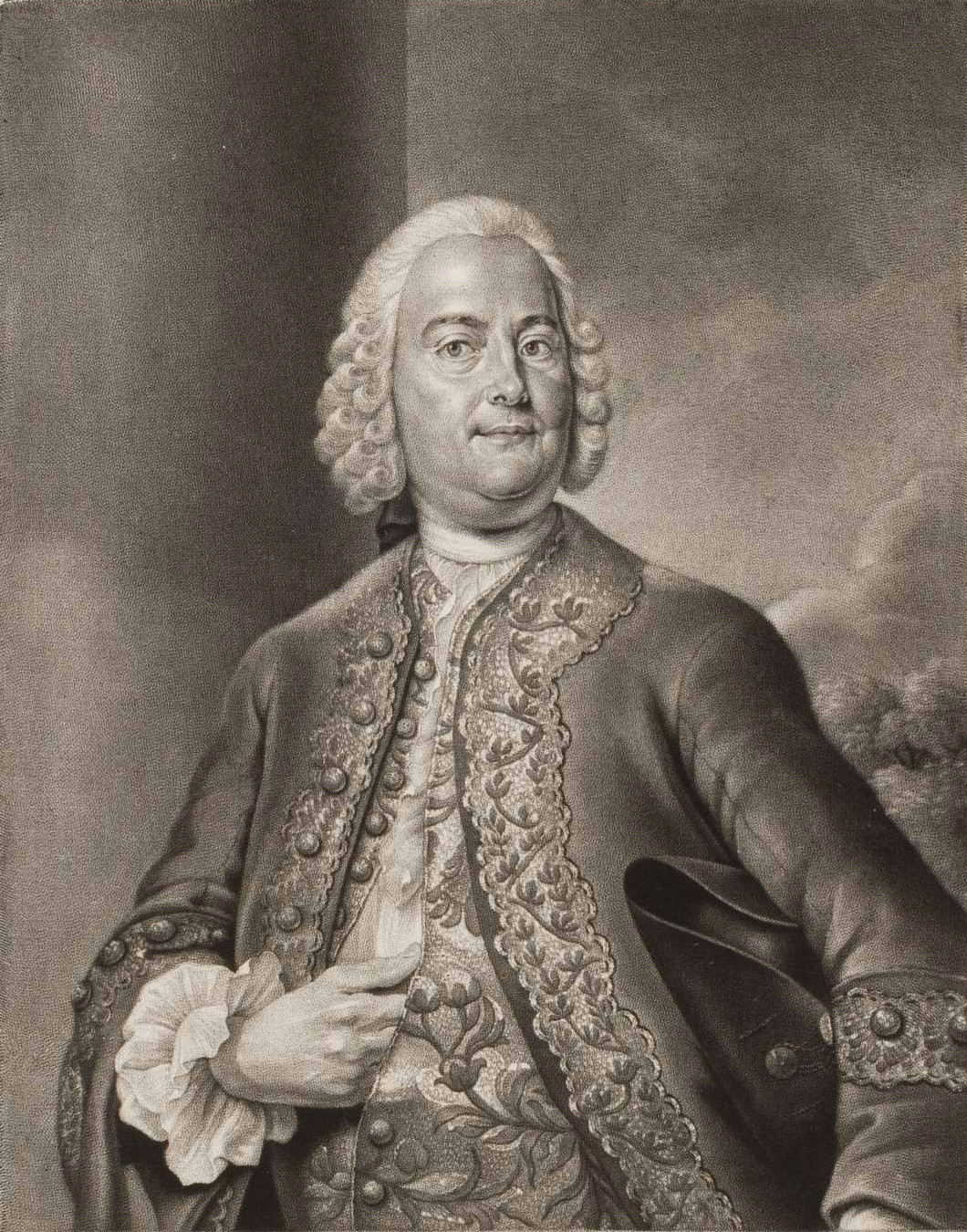
Carl Heinrich Graun († 1759)

- 1759: Carl Heinrich Graun, deutscher Komponist und Opernsänger
- 1761: Albrecht Heinrich von Braunschweig-Wolfenbüttel, preußischer Offizier und Prinz von Braunschweig
- 1764: Johann Philipp Harrach, österreichischer Feldmarschall und Hofkriegsratspräsident
- 1778: Julie Bondeli, Schweizer Salonière
- 1781: Johann Peter Schwartz, deutscher Theologe
- 1788: Louis François Armand de Vignerot du Plessis, Marschall von Frankreich
- 1793: Rupert von Neuenstein, Fürstabt von Kempten
- 1796: Franz Anton Maulbertsch, deutsch-österreichischer Maler
- 1797: Genki, japanischer Maler
- 1797: Franz Alexander von Kleist, deutscher Dichter

### 19. Jahrhundert

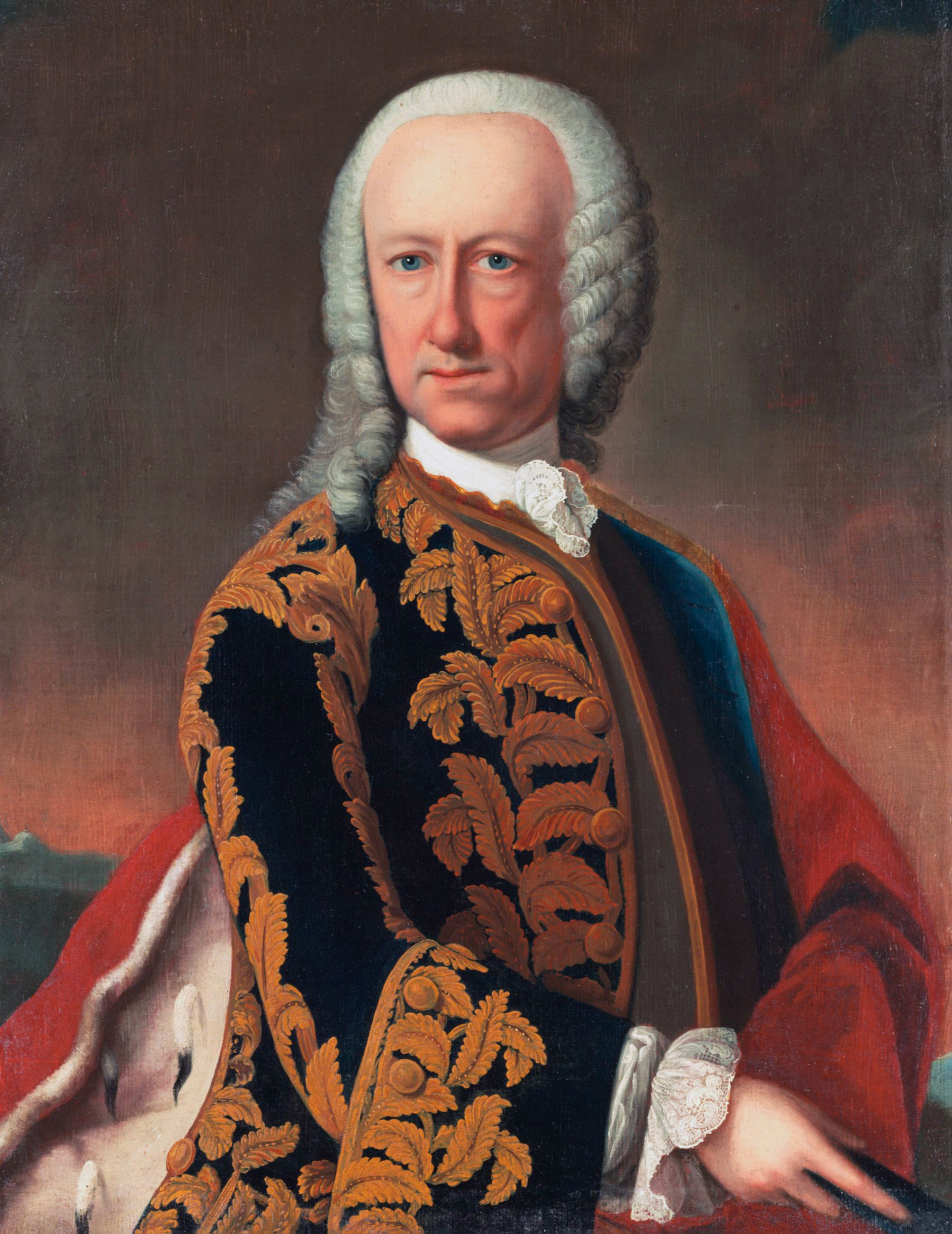
Wilhelm († 1810)
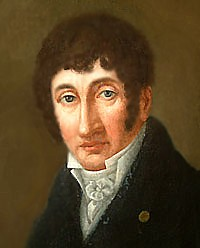
Samuel Linde († 1847)
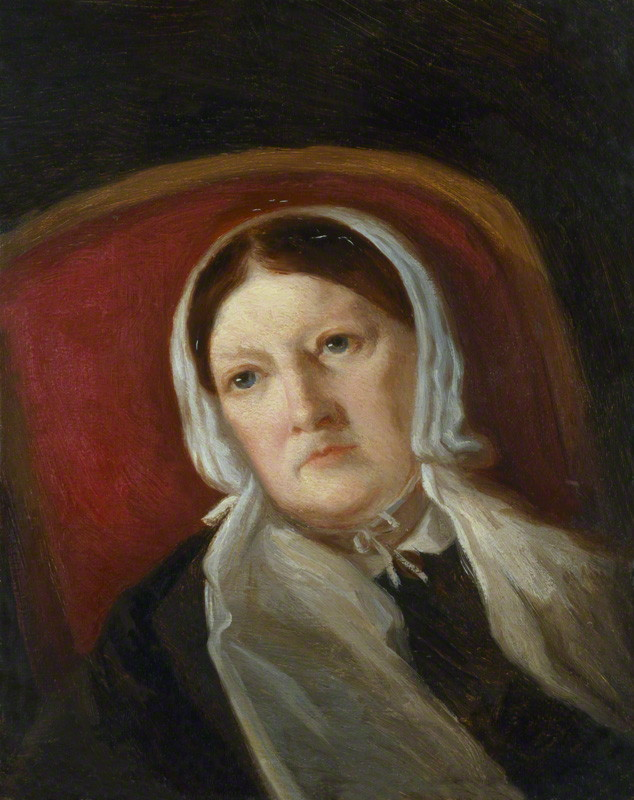
Sarah Austin († 1867)
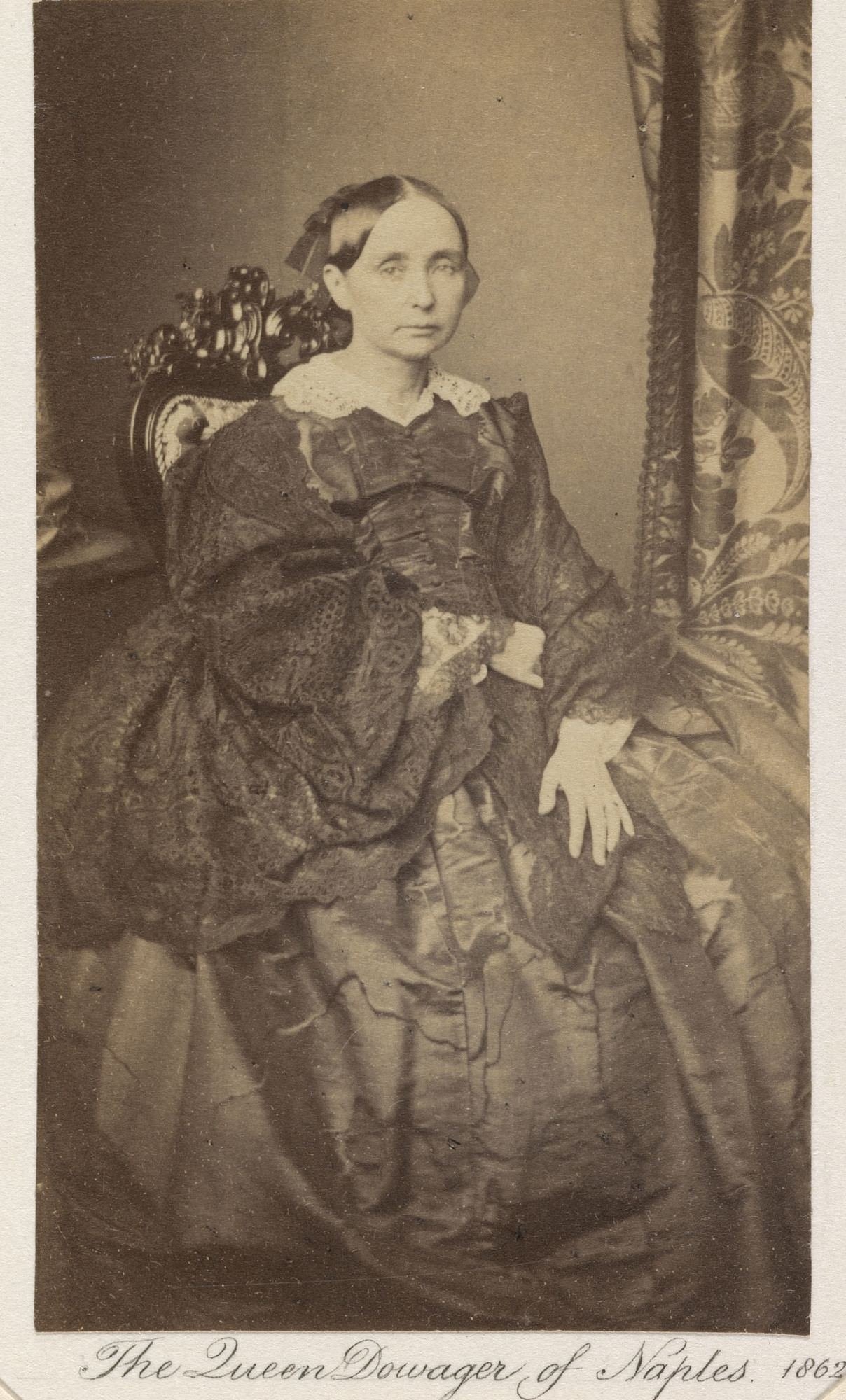
Maria Theresia († 1867)
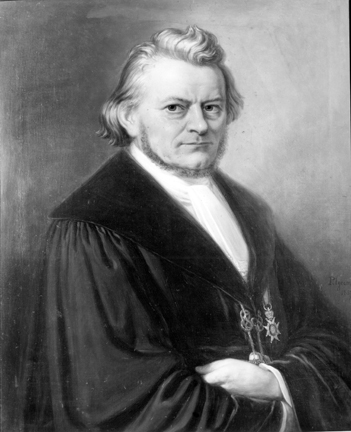
Immanuel Hermann Fichte († 1879)

- 1805: Lazarus III. Henckel von Donnersmarck, freier Standesherr und Montanunternehmer
- 1809: Ueda Akinari, japanischer Schriftsteller
- 1810: Wilhelm, paragierter Landgraf von Hessen-Philippsthal
- 1811: Christian Friedrich von Abendroth, deutscher Unternehmer und Rittergutsbesitzer
- 1813: Johann Christian Kayser, deutscher Orgelbauer
- 1824: Friedrich August Wolf, deutscher Altphilologe und Altertumswissenschaftler
- 1825: Jakob Brennwald, Schweizer Unternehmer und Politiker
- 1827: George Canning, britischer Politiker, Premierminister von Großbritannien
- 1828: Nicholas-Louis Robert, französischer Erfinder der Papiermaschine
- 1828: Carl Peter Thunberg, schwedischer Botaniker
- 1828: Johann Friedrich Fuchs, deutscher Mediziner
- 1837: Juliane Wilhelmine Bause, deutsche Malerin
- 1840: Johann Friedrich Abegg, deutscher Kaufmann und Senator in Bremen
- 1842: Carl Schindler, österreichischer Soldatenmaler
- 1845: Johann Christian Friedrich Gutkaes senior, deutscher königlicher Kleinuhrmacher (Taschenuhren) in Dresden
- 1847: Samuel Linde, polnischer Sprachwissenschaftler
- 1848: Gustav Adolph Michaelis, deutscher Arzt, Professor und Geburtshelfer
- 1866: Kandidus Pontz von Engelshofen, Pionier der österreichischen Urgeschichtsforschung
- 1867: Sarah Austin, britische Schriftstellerin und Übersetzerin
- 1867: Maria Theresia von Österreich, Gemahlin von König Ferdinand II. von Bourbon
- 1868: Laurenz Hannibal Fischer, deutscher Politiker und Regierungspräsident
- 1869: Roger Fenton, britischer Jurist und Fotograf
- 1872: Heinrich Abeken, deutscher Theologe und preußischer Beamter
- 1872: Eduard Magnus, deutscher Maler
- 1872: Eberhard zu Stolberg-Wernigerode, preußischer Politiker und Staatsbeamter
- 1877: Gustav Wilhelm Schubert, sächsischer Kommissionsrat, Jurist und Historiker
- 1879: Immanuel Hermann Fichte, deutscher Theologe und Philosoph
- 1881: Pellegrino Matteucci, italienischer Afrikareisender
- 1882: Gouverneur Kemble Warren, US-amerikanischer General
- 1883: August Riedel, deutscher Maler
- 1884: Miroslav Tyrš, tschechischer Kunstkritiker und Kunsthistoriker
- 1889: Benedetto Cairoli, italienischer Staatsmann und Premierminister
- 1889: Wilhelm Studemund, deutscher Klassischer Philologe
- 1894: Franz Schmitz, deutscher Architekt
- 1896: Friedrich Helbig, deutscher Jurist und Schriftsteller
- 1897: Jacob Burckhardt, Schweizer Kunsthistoriker
- 1897: Antonio Cánovas del Castillo, spanischer Politiker, Ministerpräsident, Dichter und Historiker
- 1897: Victor Meyer, deutscher Chemiker
- 1898: Eugène Boudin, französischer Maler
- 1899: William Yates Atkinson, US-amerikanischer Politiker
- 1900: Emil von Škoda, böhmischer Ingenieur, Industrieller und Namensgeber des Maschinenbaukonzerns Škoda

### 20. Jahrhundert

#### 1901–1950

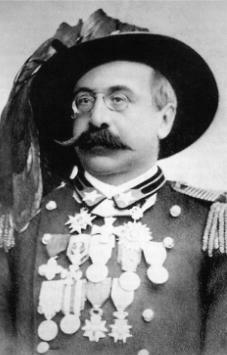
Oreste Baratieri († 1901)
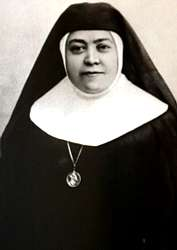
Bonifacia Rodríguez Castro († 1905)
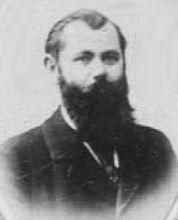
Alwin Gerisch († 1922)
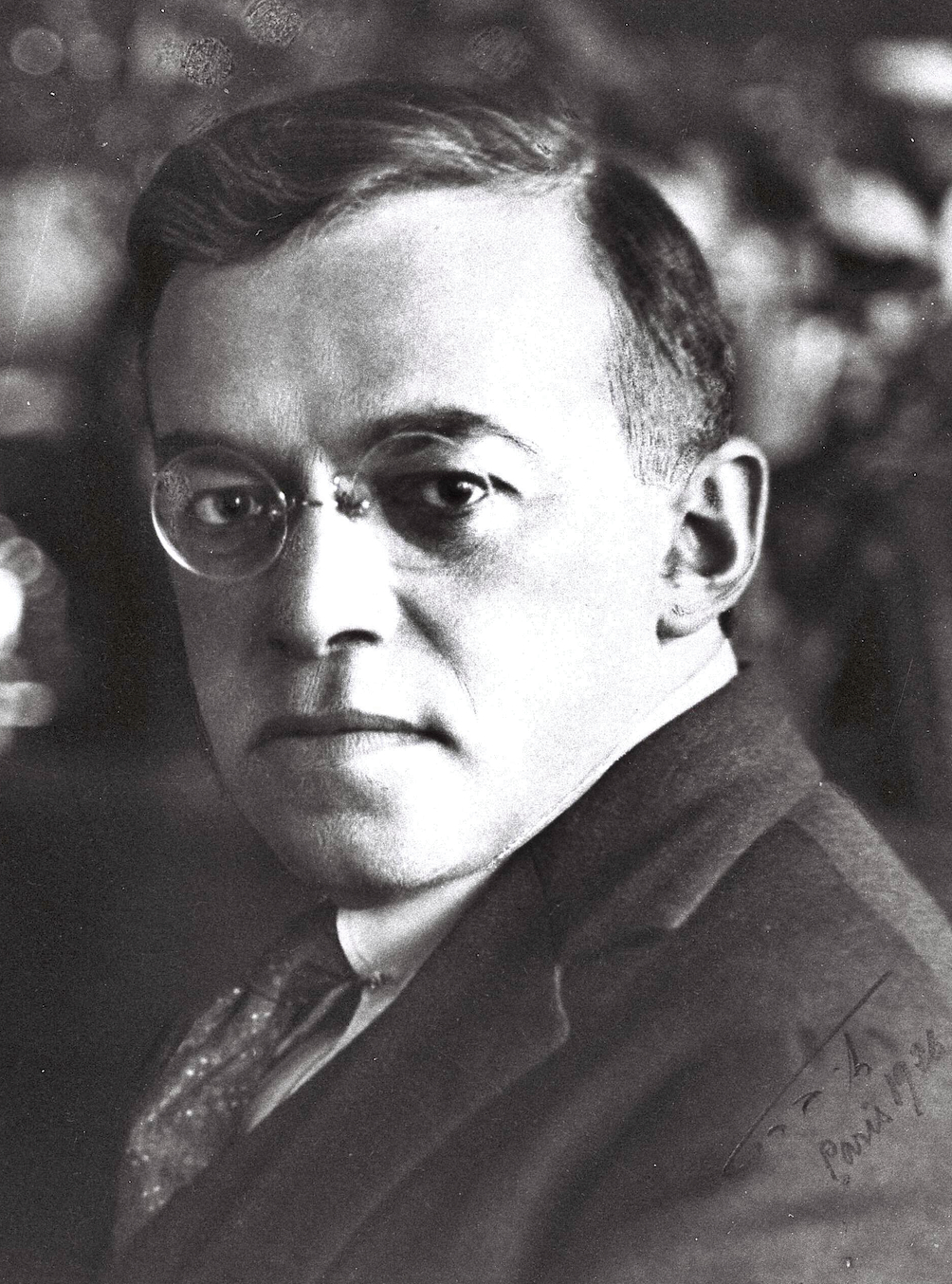
Wladimir Zeev Jabotinsky († 1940)

- 1901: Ferdinand Arnold, deutscher Botaniker
- 1901: Oreste Baratieri, italienischer General
- 1901: Alfred Vaucher, Schweizer Mediziner und Politiker
- 1902: James Tissot, französischer Maler
- 1902: John Henry Twachtman, US-amerikanischer Maler des Impressionismus
- 1904: James Cox Aikins, kanadischer Politiker
- 1905ː Bonifacia Rodríguez Castro, spanische katholische Ordensfrau und Ordensgründerin
- 1908: Alfred Mathieu Giard, französischer Biologe
- 1908: Joseph Maria Olbrich, österreichischer Architekt
- 1908: Christian Schneller, österreichischer Philologe, Lyriker, Epiker und Volkskundler
- 1911: Heinrich von Poschinger, deutscher Schriftsteller und Historiker
- 1913: Hermann Harry Schmitz, satirisch-humoristischer Autor und Vortragskünstler
- 1914: Rudolf Manga Bell, König des Duala-Volkes in Kamerun
- 1916: Benno Berneis, deutscher Maler
- 1916: Franz Eckert, deutscher Komponist
- 1918: Eusebi Güell, spanischer Industrieller, Mäzen und Politiker
- 1921: Juhani Aho, finnischer Schriftsteller und Journalist

- 1922: Alwin Gerisch, deutscher Politiker, MdR und erster SPD-Vorsitzender
- 1924: Otto Mayer, deutscher Jurist und Verwaltungsrechtswissenschaftler
- 1925: Nikolai von Astudin, russischer Landschaftsmaler
- 1926: Frank Boggs, französischer Maler US-amerikanischer Herkunft
- 1926: Saxton Pope, US-amerikanischer Bogenschütze
- 1927: Wilhelm Idel, deutscher Heimatforscher und Dichter
- 1929: Willy Ascherl, deutscher Fußballspieler
- 1929: Paul Mishel, deutscher Landschaftsmaler
- 1930: Launceston Elliot, schottischer Gewichtheber und Olympiasieger
- 1934: Wilbert Robinson, US-amerikanischer Baseballspieler und -manager
- 1937: Jimmie Guthrie, britischer Motorradrennfahrer
- 1940: Wilhelm Hoff, Organisator des preußischen Eisenbahnwesens und Minister
- 1940: Wladimir Zeev Jabotinsky, russischer Zionist und Schriftsteller, Gründer der jüdischen Legion im Ersten Weltkrieg

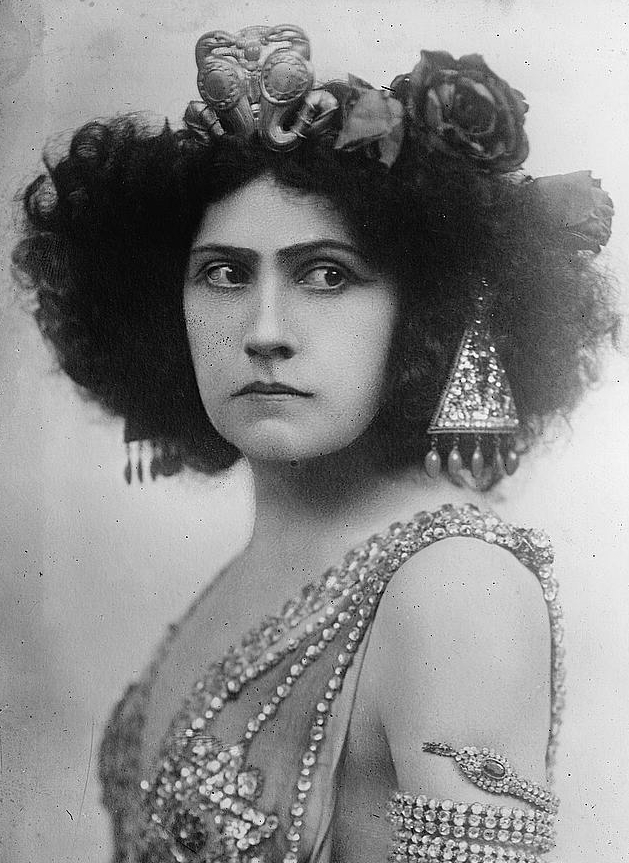
Aino Ackté († 1944)
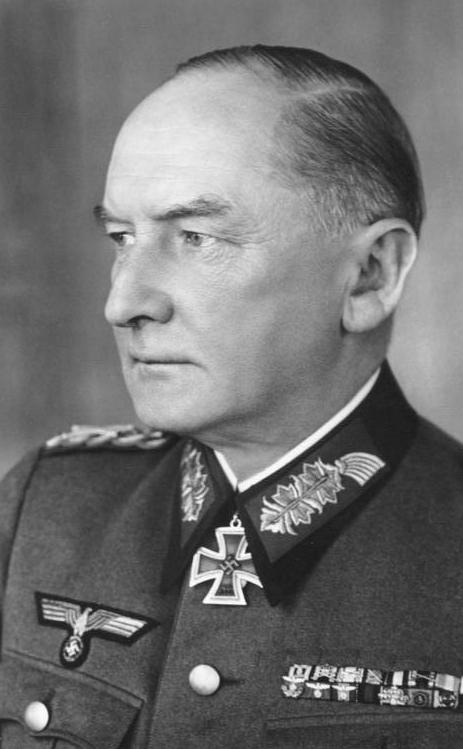
Erwin von Witzleben († 1944)
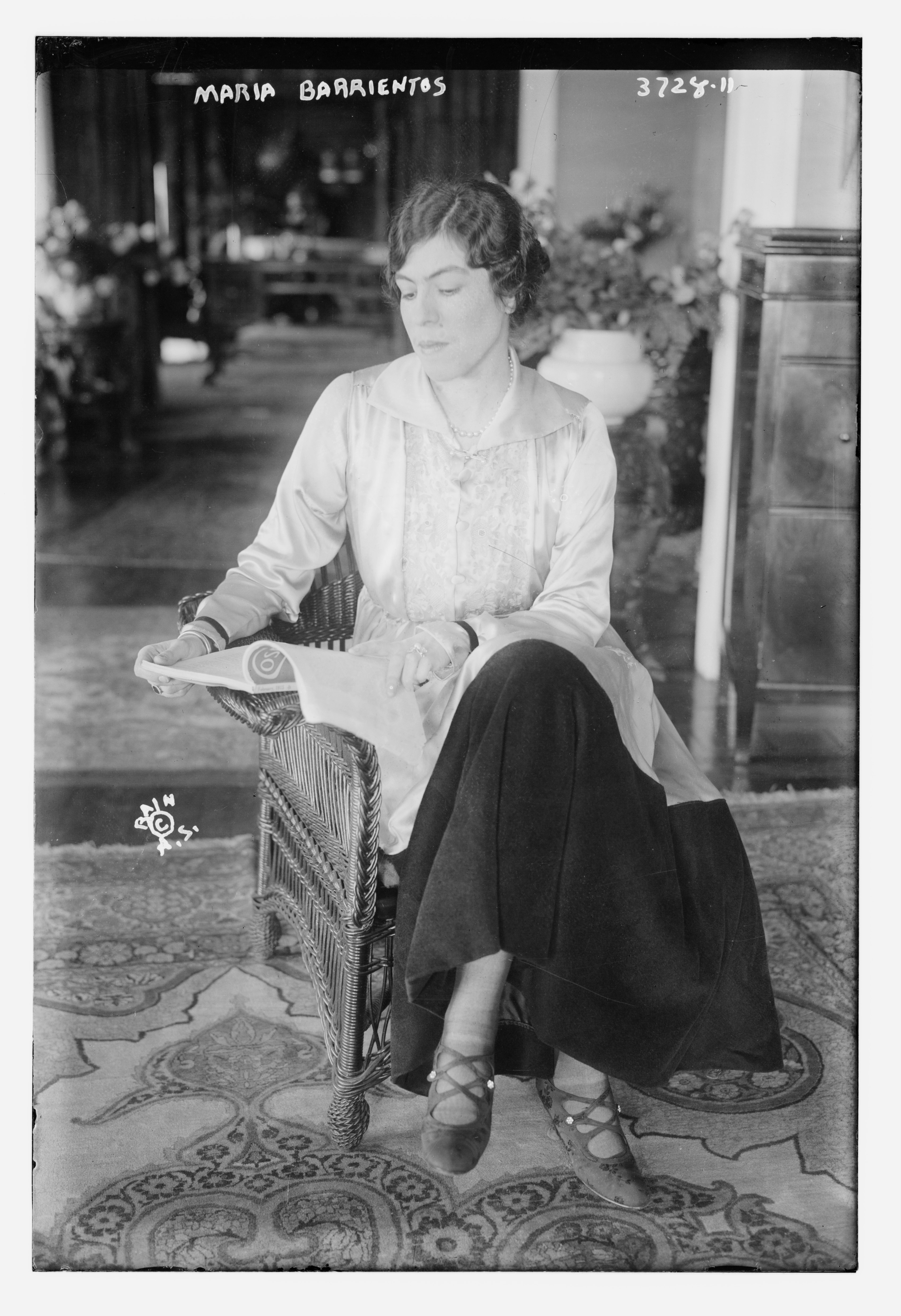
María Barrientos († 1946)

- 1942: Rudolf Abel, deutscher Bakteriologe
- 1943: Leon Asher, deutscher Physiologe
- 1944: Aino Ackté, finnische Sopranistin
- 1944: Joseph Allekotte, deutscher Politiker, MdR
- 1944: Robert Bernardis, österreichischer Offizier, Widerstandskämpfer des 20. Juli 1944
- 1944: Albrecht von Hagen, deutscher Jurist und Widerstandskämpfer des 20. Juli 1944
- 1944: Paul von Hase, deutscher General und Widerstandskämpfer des 20. Juli 1944
- 1944: Erich Hoepner, deutscher General und Widerstandskämpfer des 20. Juli 1944
- 1944: Friedrich Karl Klausing, deutscher Offizier und Widerstandskämpfer des 20. Juli 1944
- 1944: Hellmuth Stieff, deutscher General und Widerstandskämpfer des 20. Juli 1944
- 1944: Michael Wittmann, deutscher Offizier der Waffen-SS und Panzerkommandeur
- 1944: Erwin von Witzleben, deutscher Generalfeldmarschall und Widerstandskämpfer des 20. Juli 1944
- 1944: Peter Graf Yorck von Wartenburg, deutscher Jurist und Widerstandskämpfer des 20. Juli 1944
- 1946: María Barrientos, spanische Opernsängerin
- 1949: Joaquín Torres García, uruguayischer Maler
- 1949: Otto Lauffer, deutscher Volkskundler und Kulturhistoriker
- 1950: Nikolai Jakowlewitsch Mjaskowski, russischer Komponist

#### 1951–1975

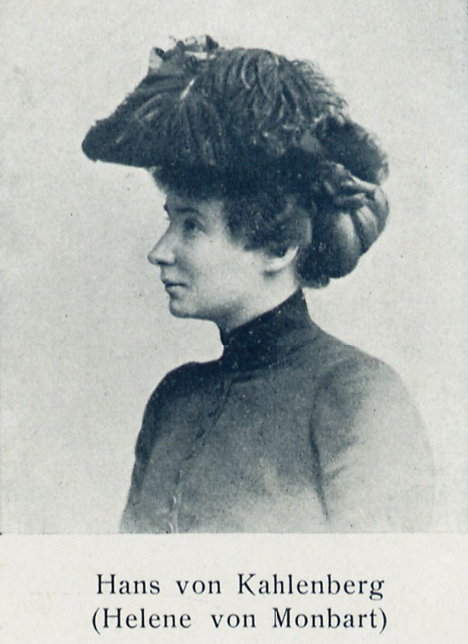
Helene von Monbart († 1957)

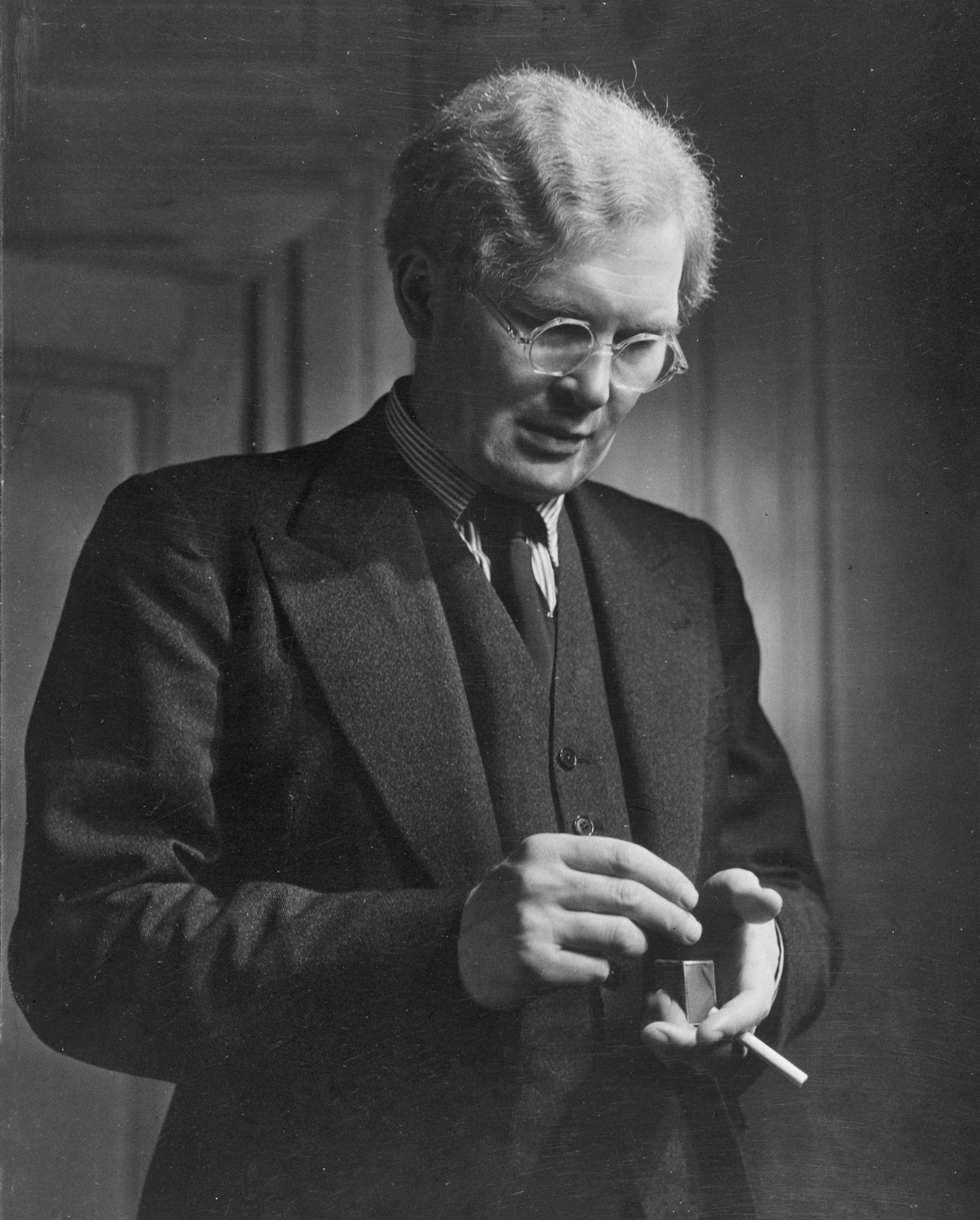
Brendan Bracken († 1958)

- 1951: Charles Hitchcock Adams, US-amerikanischer Chemiker, Holzhändler und Amateur-Astronom
- 1952: Adolph Alexander Weinman, US-amerikanischer Bildhauer
- 1953ː Elisabeth Rothen, Schweizer Frauenrechtlerin
- 1956: Hermann Meister, deutscher Verleger und Schriftsteller
- 1956: Just Scheu, deutscher Komponist, Filmschauspieler, Moderator und Bühnenautor
- 1957: Hans von Kahlenberg, eigentlich Helene Keßler, deutsche Schriftstellerin
- 1957: André Osterritter, deutscher Maler, Karikaturist, Grafiker
- 1958: Brendan Bracken, 1. Viscount Bracken, britischer Politiker
- 1959: Jean Danne, französischer Automobilrennfahrer
- 1959: Friedrich Panzinger, deutscher SS-Offizier, Chef des Reichskriminalpolizeiamtes, Mitarbeiter des BND
- 1962: Yanagita Kunio, japanischer Schriftsteller und Ethnologe
- 1963: Johann Aufhauser, deutscher Theologe
- 1963: Sándor Jemnitz, ungarischer Dirigent, Musiker und Komponist
- 1964: Marie Baum, deutsche Sozialpolitikerin, Wegbereiterin der sozialen Arbeit
- 1964: Paul Foucret, französischer Automobilrennfahrer
- 1964: Rudolf Kohl, deutscher Politiker, Landesminister, MdB
- 1965: Oskar Wackerzapp, deutscher Politiker, MdB
- 1965: Shirley Jackson, US-amerikanische Schriftstellerin

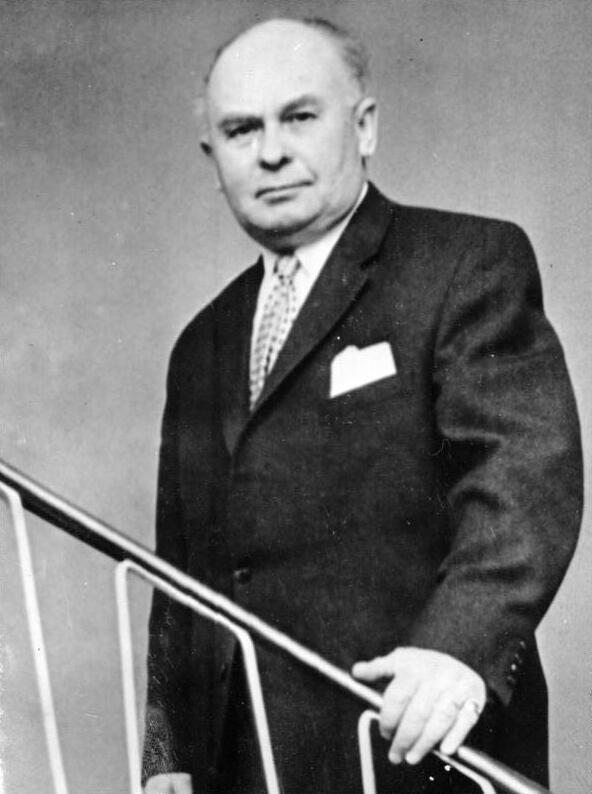
Hans Kroll († 1967)

- 1967: Hans Kroll, deutscher Diplomat, Botschafter in Belgrad, Tokio und Moskau
- 1967: Jaromír Weinberger, tschechisch-US-amerikanischer Musikpädagoge und Komponist
- 1968: Orovida Camille Pissarro, britische Malerin
- 1968: Fritz Stiedry, österreichischer Dirigent
- 1969: Harry Hyland, kanadischer Eishockeyspieler und -trainer
- 1969: Elias Avery Lowe, amerikanischer Paläograph
- 1969: Ferry Ohrtmann, deutscher Hallenchef, Veranstalter und NS-Sportfunktionär
- 1969: Otmar von Verschuer, deutscher Mediziner und Humangenetiker
- 1971ː Ella Bergmann-Michel, deutsche Fotografin und Dokumentarfilmerin
- 1971: Julien Hasley, französischer Automobilrennfahrer
- 1971: Joseph Santley, US-amerikanischer Regisseur, Autor und Produzent
- 1973: José Villalonga, spanischer Fußballtrainer
- 1973: Vilhelm Moberg, schwedischer Schriftsteller
- 1974: Elisabeth Abegg, deutsche Pädagogin, Quäkerin und Widerstandskämpferin gegen den Nationalsozialismus
- 1974ː Dora Julia Rittmeyer-Iselin, Schweizer Musikwissenschaftlerin und Frauenrechtlerin
- 1974: Baldur von Schirach, deutscher Politiker während des Nationalsozialismus, Reichsjugendführer und Kriegsverbrecher
- 1975: Cannonball Adderley, US-amerikanischer Jazz-Saxophonist

#### 1976–2000

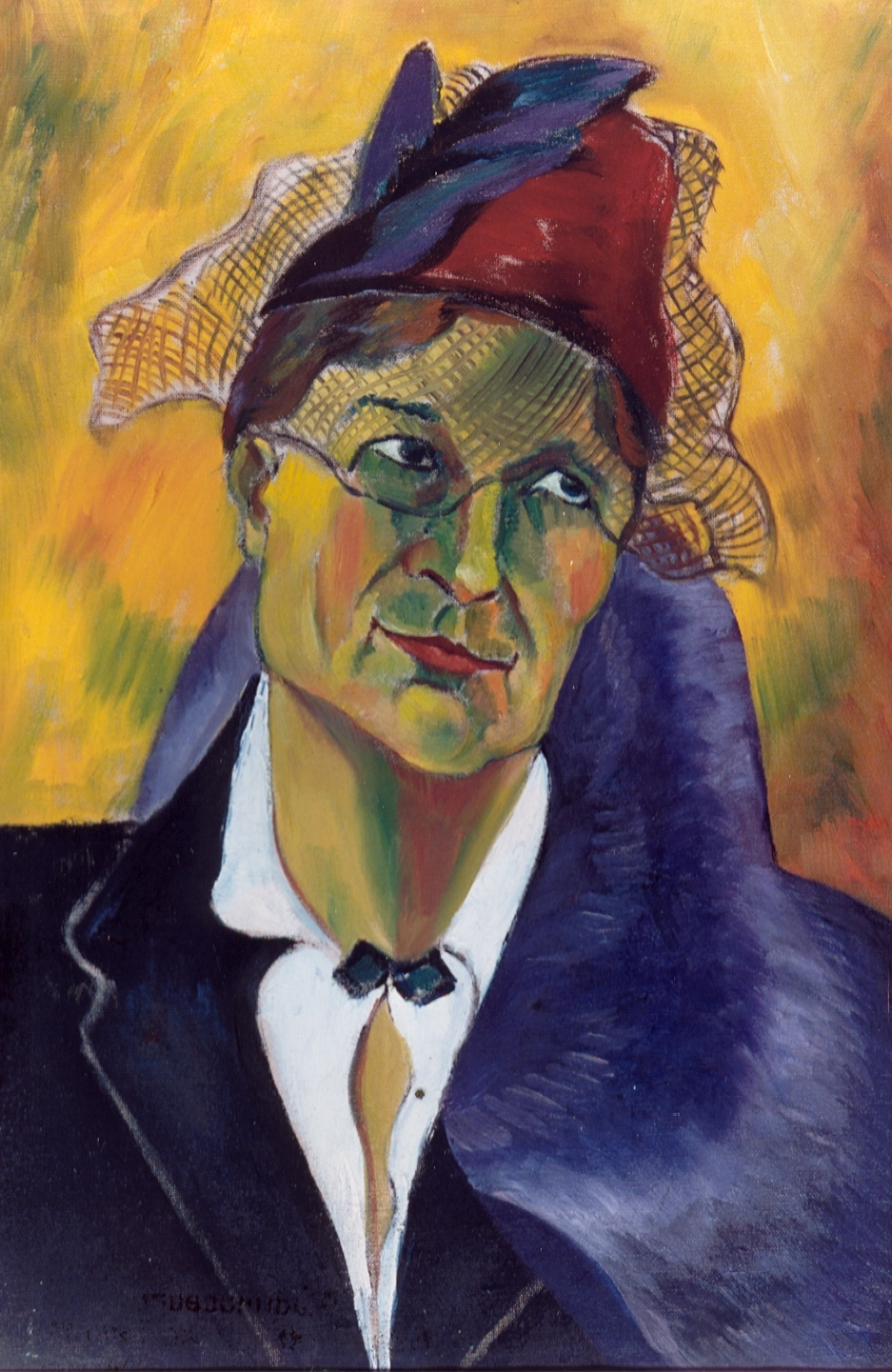
Hanna Bekker vom Rath († 1983)

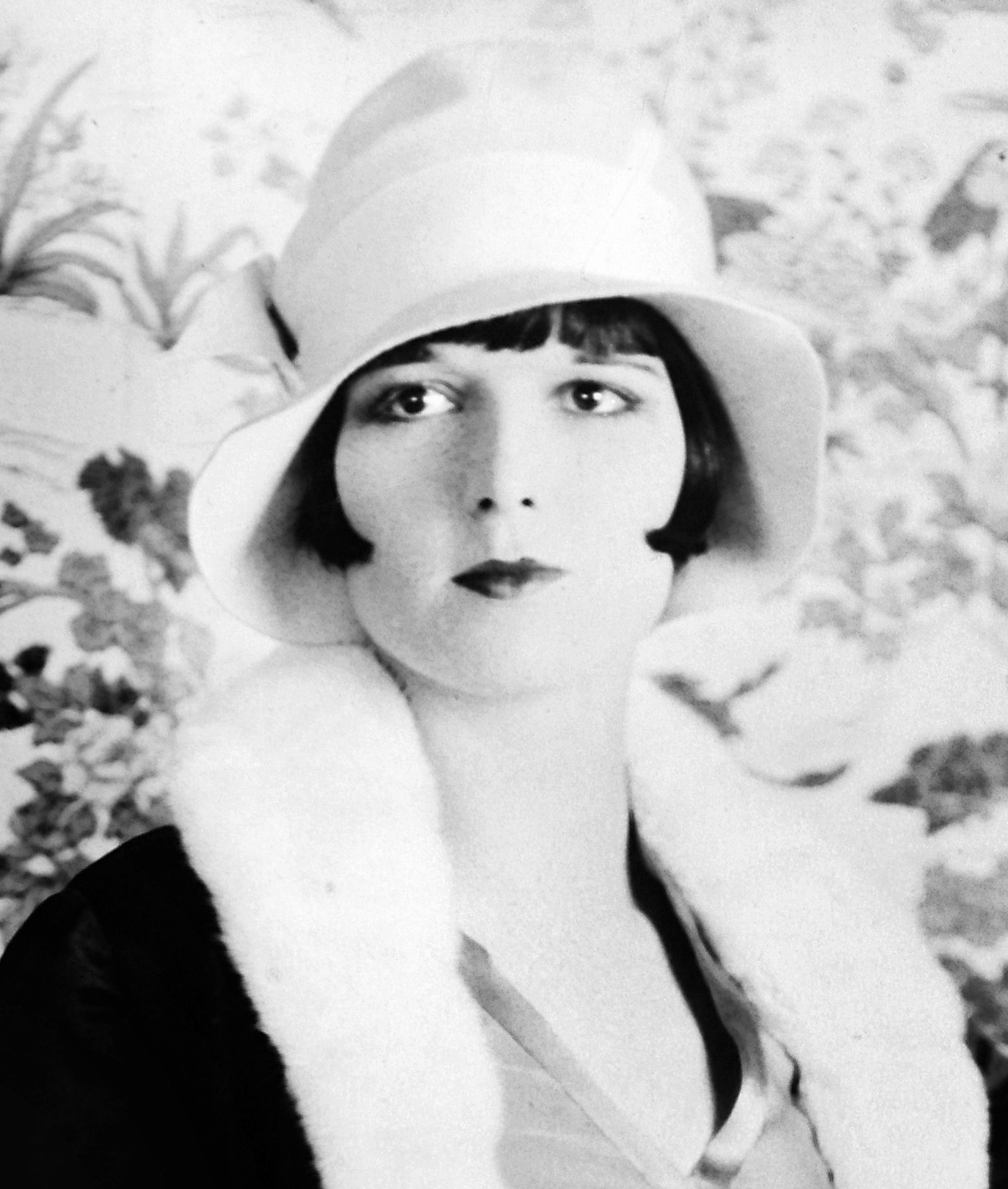
Louise Brooks († 1985)

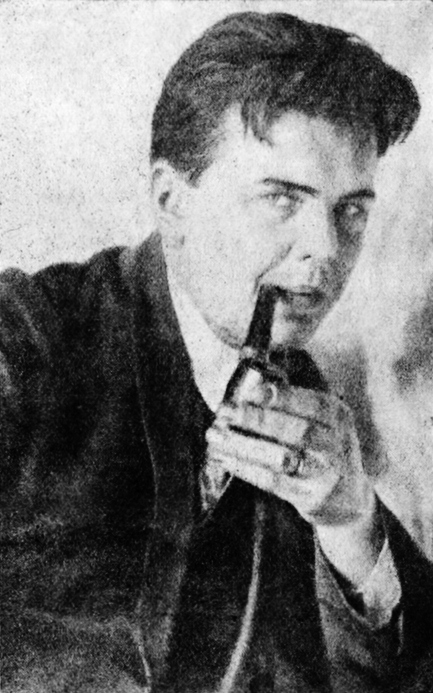
Leonid Leonow († 1994)

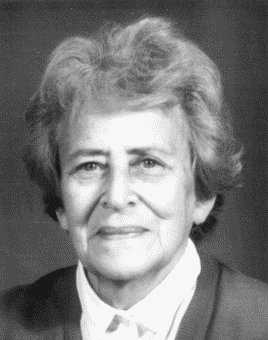
Dora Schaul († 1999)

- 1976: Hermann Dortans, deutscher Politiker, MdB
- 1976: Winston Hibler, US-amerikanischer Drehbuchautor, Filmproduzent und -regisseur sowie Schauspieler und Off-Sprecher
- 1978: Elisabeth Engelhardt, deutsche Schriftstellerin
- 1978: Hans Revenstorff, deutscher Politiker, MdB
- 1979: Emil Belzner, deutscher Journalist und Schriftsteller
- 1979: Emil Lumbeck, deutscher Buchhändler
- 1981: Tom McElwee, nordirisches Mitglied der IRA und Hungerstreikender
- 1981: Lazar Wechsler, Schweizer Filmproduzent
- 1982: Eric Brandon, britischer Automobilrennfahrer
- 1982: Georg Wurzer, deutscher Fußballtrainer
- 1983: Hanna Bekker vom Rath, deutsche Malerin, Sammlerin und Kunsthändlerin
- 1983: Hans Tittel, deutscher Gewerkschafter und Politiker
- 1984: Werner Otto von Hentig, deutscher Diplomat
- 1984: Heinz Werner Ketzer, deutscher römisch-katholischer Priester und Kölner Dompropst
- 1984: Walter Tevis, US-amerikanischer Schriftsteller
- 1985: Louise Brooks, US-amerikanische Filmschauspielerin
- 1985: Milton Greene, US-amerikanischer Fotograf
- 1985: Edward Pimental, US-amerikanischer Soldat, der für einen Anschlag der RAF ermordet wurde
- 1987: Hans Milch, deutscher katholischer Pfarrer und Gründer der actio spes unica
- 1988: Alan Ameche, US-amerikanischer American-Football-Spieler
- 1988: Panchito Riset, kubanischer Son- und Bolerosänger
- 1989: Enrico Lorenzetti, italienischer Motorradrennfahrer
- 1989: Brian Naylor, britischer Automobilrennfahrer
- 1990: Andrzej Dobrowolski, polnischer Komponist und Musikpädagoge
- 1991: Werner Holz, deutscher Maler
- 1991: Eugen Nerdinger, deutscher Schrift- und Buchgestalter, Widerstandskämpfer gegen den Nationalsozialismus
- 1991: Walter Zeman, österreichischer Fußballspieler
- 1992: Abū l-Qāsim al-Chū'ī, persischer Großajatollah
- 1993: Jiří Adamíra, tschechischer Schauspieler
- 1994: Leonid Maximowitsch Leonow, russischer Schriftsteller
- 1995: František Nepil, tschechischer Schriftsteller und Rundfunkmoderator
- 1996: Harry Angelman, britischer Kinderarzt und Neurologe
- 1996: Åke Hermanson, schwedischer Komponist
- 1996: Nevill Francis Mott, britischer Physiker und Nobelpreisträger
- 1997: Paul Rudolph, US-amerikanischer Architekt
- 1998: László Szabó, ungarischer Schachspieler
- 1999: Dora Schaul, deutsche Antifaschistin und Résistancekämpferin
- 1999: Rupert Stöckl, deutscher Maler
- 2000: Günter Goetzendorff, deutscher Politiker, MdB

### 21. Jahrhundert
- 2001: Paul Vaessen, englischer Fußballspieler
- 2002: Reiner Geye, deutscher Fußballspieler

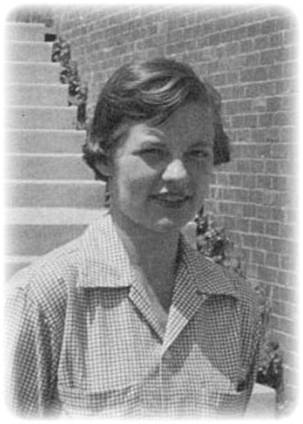
Martha Chase († 2003)

- 2003: Martha Chase, US-amerikanische Molekularbiologin
- 2003: Robert Dutoit, französischer Automobilrennfahrer
- 2003: Hermann Oxfort, deutscher Rechtsanwalt, MdL, Berliner Bürgermeister und Justizsenator
- 2004: Willibald Hilf, Intendant des Südwestfunks
- 2004: Eva Kemlein, deutsche Fotografin
- 2004: Fay Wray, US-amerikanische Schauspielerin
- 2005: Barbara Bel Geddes, US-amerikanische Schauspielerin
- 2005: Ilse Werner, deutsche Schauspielerin
- 2005: Harald Winkel, deutscher Wirtschaftswissenschaftler, Historiker und Verleger
- 2006: Gustavo Arcos, kubanischer Dissident
- 2006: Greg Athans, kanadischer Freestyle-Skier und Wasserskiläufer
- 2007: Julius Wess, österreichischer Physiker, Mitentdecker der Supersymmetrie
- 2008: Tom Drake, kanadischer Singer-Songwriter, Drehbuchautor und Regisseur
- 2009: Daniel Jarque, spanischer Fußballspieler
- 2009: Jürgen Tippe, deutscher Hochschulrektor und -präsident
- 2010: Adele Filene, deutsche Modedesignerin

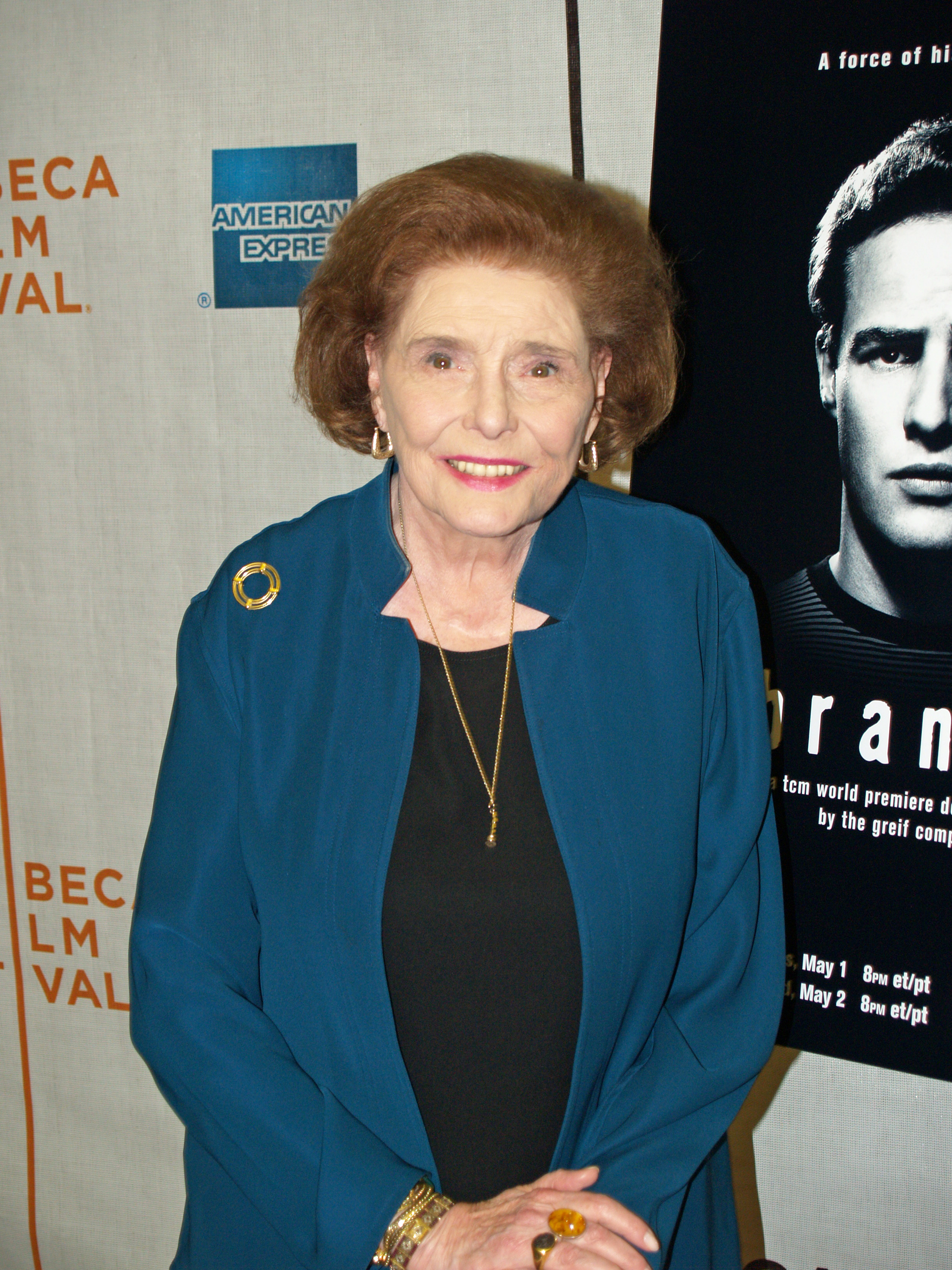
Patricia Neal († 2010)

- 2010: Patricia Neal, US-amerikanische Schauspielerin
- 2010: Matthew Simmons, US-amerikanischer Investmentbanker

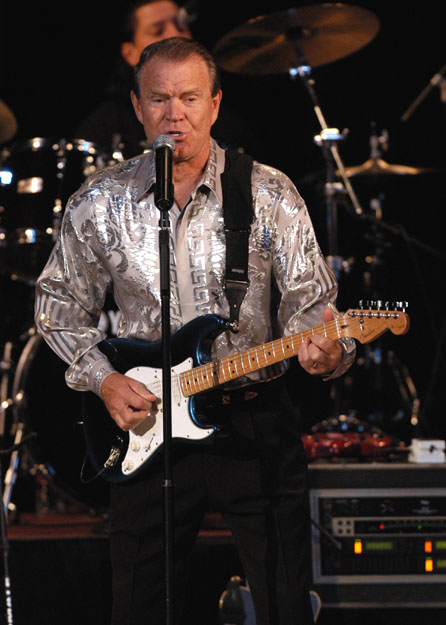
Glen Campbell († 2017)

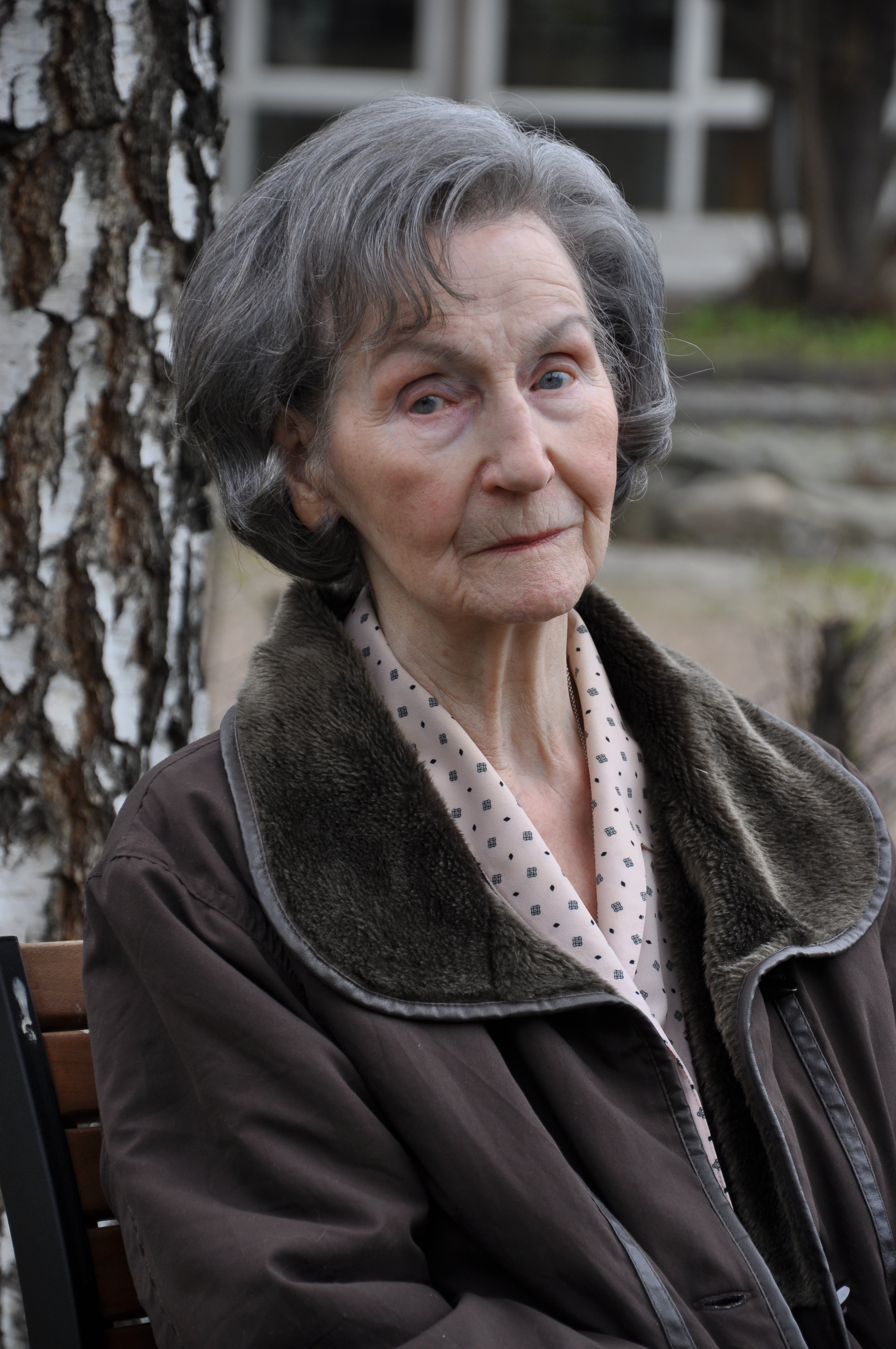
Zofia Posmysz († 2022)

- 2011: Joaquín Jiménez Maxwell, dominikanischer Journalist, Rundfunksprecher und -direktor
- 2012: Fay Ajzenberg-Selove, US-amerikanische experimentelle Kernphysikerin
- 2012: Kurt Maetzig, deutscher Filmregisseur
- 2013: Karen Black, US-amerikanische Schauspielerin
- 2013: Reinhard Tausch, deutscher Psychologe
- 2014: Menahem Golan, israelischer Filmregisseur und -produzent
- 2014: Peter Sculthorpe, australischer Komponist
- 2015: Mauk Moruk, osttimoresischer Paramilitär
- 2015: Joachim Wollasch, deutscher Historiker
- 2016: Günther Böhme, deutscher Bildungsphilosoph
- 2016: Walther Stützle, deutscher Politikwissenschaftler und Politiker
- 2017: Glen Campbell, US-amerikanischer Country-Sänger
- 2017: Rius, mexikanischer Cartoonist und Autor
- 2018: Georg Peters, deutscher Mediziner und Mikrobiologe
- 2018: Günther Schilling, deutscher Agrarwissenschaftler und Universitätsrektor
- 2019: Yves Bizeul, französisch-deutscher Politikwissenschaftler
- 2019: Mazhar Krasniqi, neuseeländischer muslimischer Gemeindeleiter
- 2020: Salome Bey, kanadische Sängerin und Schauspielerin
- 2020: Pedro Casaldáliga, spanischer Bischof und Befreiungstheologe
- 2021: Arnold Angenendt, deutscher Theologe und Kirchenhistoriker
- 2021: Jaan Kaplinski, estnischer Schriftsteller, Lyriker, Übersetzer und Philosoph
- 2022: Paul Brandenburg, deutscher Bildhauer
- 2022: Gustav Burosch, deutscher Mathematiker und Hochschullehrer
- 2022: Lamont Dozier, US-amerikanischer Songwriter und Produzent
- 2022: Olivia Newton-John, britisch-australische Sängerin und Schauspielerin
- 2022: Zofia Posmysz, polnische Widerstandskämpferin und KZ-Überlebende

## Feier- und Gedenktage
- Kirchliche Gedenktage
  - Hl. Dominikus, spanischer Theologe, Schutzpatron und Gründer des Dominikanerordens (anglikanisch, katholisch, evangelisch: ELCA; siehe auch Dominikustag)
  - Jean Vallière, französischer Märtyrer (evangelisch)
  - Hl. Cyriacus, Diakon und Märtyrer, Nothelfer und Schutzpatron (katholisch)
  - Severus von Vienne

- Weitere Informationen zum Tag
  - Deutschland, Augsburger Hohes Friedensfest (seit 1650)
  - Weltkatzentag (seit 2002)

Weitere Einträge enthält die Liste von Gedenk- und Aktionstagen.